# Линейни кораби тип „Айова“
„Айова“ (на английски: Iowa) са серия линейни кораби на САЩ. Всичко от проекта са построени 4 кораба: „Айова“ (на английски: USS Iowa (BB-61)), „Ню Джърси“ (на английски: USS New Jersey (BB-62)), „Мисури“ (на английски: USS Missouri (BB-63)), „Уисконсин“ (на английски: USS Wisconsin (BB-64)); планирани за построяване са още два кораба от този тип – „Илинойс“ и „Кентъки“, но тяхното строителство е отменено поради края на Втората световна война.
Линкорите от типа „Айова“ се създават като бързоходен вариант на линкорите от типа „Саут Дакота“. Бронирането им остава практически без изменения. За достигането на скорост от 32,5 възела се усилва мощността на силовата установка, което води до ръст на водоизместимостта с 10 000 т. Такъв ръст е счетен за неадекватна цена само за 6-те допълнителни възела скорост, за това е прието решението да се поставят девет нови 50-калибрени 406-мм оръдия. Според проекта зенитното въоръжение се състои от 28-мм „чикагски пиана“, обаче още при строежа тези зенитни оръдия са заменени с многобройни 40-мм и 20-мм автомати.
Благодарение на проектната скорост от 32,5 възела „Айовите“ се считат за най-бързоходните линкори. При това далечината им на плаване съставя внушителните 17 000 мили на скорост 15 възела. Мореходността им се оценява като добра и превъзхожда тази на предходните типове американски линкори. Като цяло американците успяват да създадат доста балансиран линкор.
„Айовите“ влизат в строй вече към края на Втората световна война и не вземат участия в артилерийски сражения с корабите на противника, в кръга на техните задачи влизат обстрели над бреговите укрепления на японските войски.
Благодарение на мощното си зенитно въоръжение и високата скорост те добре се вписват в бързоходните авионосни съединения, играейки ролята на ядро на ордера на ПВО; благодарение на добрата си защитеност и наличието на помещения за щаб „Айовите“ често са флагмани на тези съединения.
Благодарение на високата си бойна ефективност линкорите от типа „Айова“ остават на служба над 50 години. Ако линкорите от типовете „Норт Керолайн“ и „Саут Дакота“ са извадени в резерва веднага след края на Втората световна война, то „Айовите“ успяват да участват във всички големи въоръжени конфликти, в които се използва флотът на САЩ. „Айовите“ вземат участие във войните в Корея и във Виетнам.
През 1980-те години линкорите преминават основна модернизация, получавайки на въоръжение крилатите ракети „Томахоук“, противокорабните ракети „Харпун“, автоматизираните зенитни артилерийски комплекси „Вулкан Mk.15“. След това те участват в редица локални конфликти – в гражданската война в Ливан и войната в Персийския залив.
В едно с това линкорите се оказват скъпи за експлоатация. Те са извадени в резерва и са съхранени в качеството на кораби музеи.

## История на проекта
Към края на 1937 г. американците завършват проектирането и поръчват двата линкора от типа „Норт Керолайн“ и четирите от типа „Саут Дакота“, които са проектирани с оглед ограниченията, наложени от Лондонския морски договор от 1930 г., – с водоизместимост 35 000 дълги тона и въоръжение от девет 406-мм 45-калибрени оръдия. Първоначално линкорите от типа „Норт Керолайн“ имат въоръжение от 356-мм оръдия в съответствие с Второто лондонско съглашение. Но договорът не е ратифициран от Япония. Към началото на 1938 г. става окончателно ясно, че Япония няма да го подпише. За подобен случай в договора е предвидено връщане към условията на договора от 1930 г. – „ескалация“ на ограниченията до 406-мм по оръдията. За това двата линкора от типа „Норт Керолайн“ са достроени с 406-мм оръдия, възможността за които е заложена в изходния проект. Освен това на 30 юни 1938 г. Великобритания, САЩ и Франция подписват протокол за измененията към втория Лондонски договор, в което максималната стандартна водоизместимост на линкора се ограничава вече до 45 000 д. т (45 720 метрични тона). От ноември 1937 г. започват да постъпват сведения за това, че Япония ще построи три линейни кораба с въоръжение от 406-мм оръдия и водоизместимост около 46 000 т. Постъпват сведения и за това, че последващите японски линкори ще могат да получат въоръжение от 457-мм оръдия. Става очевидно, че грамотно проектиран 45-хилядитонен линкор ще бъде по-мощен от 35-хилядника.
Към този момент Япония вече обладава четири бързоходни линкора от типа „Конго“. За борбата с тях Генералният съвет на ВМС на САЩ (на английски: General Board of the United States Navy) иска да има бързоходен линкор и още на етапа на проектирането на типа „Норт Керолайн“ дава своето предпочитание на проекта „Схема XVA“, който трябва да развива скорост от 33 възела. Такъв линкор би бил оптимален и за действия съвместно с авионосните съединения. На основата на тези съображения при проектирането на линкора по програмата за 1939 г. (бъдещият тип „Айова“), в началото на 1938 г., от отдела за предварително проектиране са създадени два набора проекти. В първия набор се разглеждат няколко варианта за 27-възлови много добре бронирани и добре въоръжени линкора, в т.ч. с въоръжение от 457-мм оръдия. В качеството на алтернатива се разглеждат „убийците на крайцери“ – „35-възлови“ линкори с въоръжение от 406-мм оръдия. Основната им задача е ловът на многобройните японски крайцери, и за това защитата е разчетена само за противодействие на 203-мм снаряди. Двата набора варианти значително надхвърлят лимита от водоизместимост 45 000 т, достигайки 50 000 т. В същото време в Конгреса на САЩ преобладават изолационистките и пацифистките настроения, така че „пробутването“ през него на линкор с такава водоизместимост е сложно.
В така създадената ситуация началник-отдела по предварително проектиране Чантри, през януари 1938 г., поръчва разработката на три проекта за по-умерен „бързоходен“ линкор. Такъв линкор трябва да има защита срещу 406-мм снаряди и скорост от 32,5 възела. Въоръжението на единия от проектите се състои от девет, а при останалите – от дванадесет 406-мм оръдия. Но даже в този случай водоизместимостта на всички „умерени“ проекти също значително надхвърля 45 000 т.
През февруари 1938 г. възниква идеята да се направи „бързоходен“ вариант на „Саут Дакота“. Предварителните разчети показват, че за сметка на увеличаването на дължината до 244 м и използване на енергетична установка (ЕУ) с мощност 220 000 к.с. може да се получи линкор с водоизместимост 39 300 т, способен да развива скорост от 33 възела. На съвещанието на Съвета на флота от 10 март 1938 г. именно този вариант за 33-възлова „Саут Дакота“ (проектът „Схема В“) е приет за последващо разработване. Очакванията са, че ще е възможно да той да се вмести във водоизместимост около 40 000 т.
По-детайлната разработка е проведена през март 1938 г. Разработчиците решават да се подобрят мореходните качества, за което е нужно да се увеличи височината на надводния борд както при носа, така и на мидъла. Тези изменения неизбежно влекат ръст в масата на корпуса и енергетичната установка и в крайна сметка прерастват в ръст на водоизместимостта до 43 000 т. Това все още е по-малко от приемливата за Съвета на флота цифра от 45 000 т, обаче Съвета счита за прекалено висока цена ръст на водоизместимостта с 10 000 т срещу достигането на допълнителни 6 възела скорост. В същото време на складовете има налични 406-мм 50-калибрени оръдия Mk.2, произведени за отменените дредноути от 1922 г. Те са значително по-мощни от 45-калибрените 406-мм оръдия и по балистични характеристики се приближават към предложените 457-мм оръдия. За това, на 14 април 1938 г., е прието решението да се въоръжи „33-възловия линкор“ с по-мощните оръдия. През март 1938 г. разчетите дават кораб със стандартна водоизместимост 43 – 45 хил. тона и пълна водоизместимост 53 600 т. При размери 268 × 32,9 × 10 м е необходима мощност от 230 000 к.с. Енергетичната установка с осем котела е разположена в четири отделения в две групи с 19,5 м дължина. През април 1938 г., заедно с прехода към 50-калибрени 406-мм оръдия, Генералния съвет дава разрешение за използването на по-дълбоко седящ корпус. Това дава възможност да се намали ширината на корпуса и за сметка на по-оптималното съотношение ширина/дължина намалява необходимата мощност на механизмите до 200 000 к.с.
В конструкцията на корпуса на линкора се използват бълбове и скегове. Скеговите килове са поставени на външните винтове, както и при „Норт Керолайн“, тъй като иначе не се вписват необходимите винтове с по-голям диаметър. Паралелно се води разработката и на 12-оръдеен 27-възлов линкор. На 16 април 1938 г. тези проекти са разгледани на заседание на Генералния съвет. Предпочитанието е дадено на 33-възловия вариант, а разработката на „бавния“ линкор впоследствие завършва със създаването на проекта за линкори от типа „Монтана“. Обаче все още съществува проблема с теглото. Само самите 50-калибрени оръдия дават допълнително 400 т водоизместимост При това те също изискват увеличаване на диаметъра на барбета от 11,35 м до 11,99 м, което дава сумарно допълнително 1600 т за установките и бронята на барбетите, плюс още 400 т необходими за подсилването на корпуса. В крайна сметка ако проекта 16В с 45-калибрени оръдия има водоизместимост от 44 682 т, то за 50-калибрения вариант водоизместимост достига вече 46 551 т.
Бюрото по въоръженията обещава да създаде нови олекотени установки и техните барбети да се впишат в диаметър 11,35 м. Според разчетите това дава сумарна икономия от 785 т. Още 435 т конструкторите събират за сметка на други резерви. Намалена е дебелината на подводния пояс, с половин дюйм (12,7 мм) – дебелината на противоосколъчната защита и дебелината на траверсните прегради. Водоизместимостта, след всичко това, намалява до 44 559 т, и на 2 юни 1938 г. този проект е представен на Генералния съвет. Той е одобрен, след което започва разработката на детайлните чертежи. Обаче през ноември същата година, когато работата над чертежите вече приближава към своя край, едва не се разразява скандал. Оказва се, че Бюрото по въоръжения няма да може да изпълни своите обещания. Барбетът на разработените от тях нови установки има диаметър 11,89 м, а икономията по тегло може да бъде постигната само за сметка на отказ от редица от нововъведенията, използвани при 45-калибрените кули. Разработчиците на отдела конструиране заявяват, че няма да могат да впишат тези установки в своя проект и че е необходима неговото значително преработване. В този случай, съгласно предварителните разчети, водоизместимостта би надхвърлила 45 155 т, което Генералния съвет счита за недопустимо. Разгледан е даже вариант за връщане към 45-калибрените оръдия. За щастие, Бюрото по въоръжения си „спомня“ за провежданата по тяхна инициатива разработка на новото 50-калибрено оръдие, бъдещото Mk.7. Това оръдие е по-леко и по-малко от оръдията Mk.2, и то може да се впише в необходимите габарити. Този вариант за въоръжение и получава последващо разработване. Детайлните чертежи на линкора и оръдията с кулите са завършени към края на 1938 г.
На 17 май 1939 г. Конгресът на САЩ одобрява строителството на първите два линкора от новия тип (ВВ-61 „Айова“ и ВВ-62 „Ню Джърси“). На 1 юли са сключени договорите с корабостроителниците на ВМФ в Ню Йорк и Филаделфия. На 6 юли 1940 г. Конгресът утвърждава строителството на втората двойка линкори – ВВ-63 „Мисури“ и ВВ-64 „Уисконсин“. Поръчките им са издадени на 12 юни 1940 г. на същите строители. Веднага след капитулацията на Франция Конгресът утвърждава новата корабостроителна програма за създаването на „флота на два океана“ („Two Ocean Navy Act“). В рамките на тази програма, на 9 септември 1940 г., са издадени поръчките за още два линкора от типа „Айова“ – ВВ-65 „Илинойс“ (на английски: USS Illinois (BB-65)) и ВВ-66 „Кентъки“ (на английски: USS Kentucky (BB-66)).

## Конструкция

### Корпус
| Характеристики на корпуса на линкорите от типа „Айова“        | Характеристики на корпуса на линкорите от типа „Айова“ | Характеристики на корпуса на линкорите от типа „Айова“ | Характеристики на корпуса на линкорите от типа „Айова“ | Характеристики на корпуса на линкорите от типа „Айова“ | Характеристики на корпуса на линкорите от типа „Айова“ | Характеристики на корпуса на линкорите от типа „Айова“ | Характеристики на корпуса на линкорите от типа „Айова“ |
|                                                               | Проект (1943 г.)                                       | „Айова“                                                | „Ню Джърси“                                            | „Мисури“                                               | „Уисконсин“                                            | „Илинойс“                                              | „Кентъки“                                              |
| ------------------------------------------------------------- | ------------------------------------------------------ | ------------------------------------------------------ | ------------------------------------------------------ | ------------------------------------------------------ | ------------------------------------------------------ | ------------------------------------------------------ | ------------------------------------------------------ |
| Дължина максимална, м                                         | 270,4                                                  | 270,4                                                  | 270,5                                                  | 270,4                                                  | 270,4                                                  | 270,4                                                  | 270,4                                                  |
| Дължина по водолинията, м                                     | 262,1                                                  | 262,0                                                  | 262,1                                                  | 262,1                                                  | 262,1                                                  | 262,1                                                  | 262,1                                                  |
| Ширина по ВЛ, м                                               | 32,97                                                  | 32,97                                                  | 32,95                                                  | 32,97                                                  | 32,97                                                  | 32,97                                                  | 32,97                                                  |
| Газене проектно, м                                            | 10,60                                                  | 10,60                                                  | 10,60                                                  | 10,60                                                  | 10,60                                                  | 10,60                                                  | 10,60                                                  |
| Газене при пълна водоизм. 1945 г., м                          |                                                        | 11,51                                                  | 11,58                                                  | 11,51                                                  | 11,58                                                  | 10,92                                                  | 10,92                                                  |
| Газене при пълна водоизм. 1988 г., м                          |                                                        | 11,50                                                  | 11,50                                                  | 11,50                                                  | 11,50                                                  |                                                        |                                                        |
| Водоизместимост, дълги тона                                   |                                                        |                                                        |                                                        |                                                        |                                                        |                                                        |                                                        |
| Проектна (нормална)                                           | 53 900                                                 | 54 899                                                 | 54 899                                                 | 54 899                                                 | 54 899                                                 | 54 899                                                 | 54 899                                                 |
| Стандартна, 1945 г.                                           | 45 000                                                 | 45 000                                                 | 45 000                                                 | 45 000                                                 | 45 000                                                 | 45 000                                                 | 45 000                                                 |
| Пълна, 1945 г.                                                | 56 270                                                 | 57 540                                                 | 57 216                                                 | 57 540                                                 | 57 216                                                 | 55 250                                                 | 55 250                                                 |
| Пълна, 1988 г.                                                |                                                        | 57 500                                                 | 57 500                                                 | 57 500                                                 | 57 500                                                 |                                                        |                                                        |
| Водоизместимост, метрични тона                                |                                                        |                                                        |                                                        |                                                        |                                                        |                                                        |                                                        |
| Проектна (нормална)                                           | 54 765                                                 | 55 780                                                 | 55 780                                                 | 55 780                                                 | 55 780                                                 | 55 780                                                 | 55 780                                                 |
| Стандартна, 1945 г.                                           | 45 722                                                 | 45 722                                                 | 45 722                                                 | 45 722                                                 | 45 722                                                 | 45 722                                                 | 45 722                                                 |
| Пълна, 1945 г.                                                | 57 173                                                 | 58 463                                                 | 58 134                                                 | 58 463                                                 | 58 134                                                 | 56 137                                                 | 56 137                                                 |
| Пълна, 1988 г.                                                | —                                                      | 58 423                                                 | 58 423                                                 | 58 423                                                 | 58 423                                                 | —                                                      | —                                                      |
| Ръст на водоизместимостта при изменение на газенето с 1 см, т |                                                        | 61,6                                                   | 61,6                                                   | 61,6                                                   | 61,6                                                   | 61,6                                                   | 61,6                                                   |

Поначало „Айова“ се разглежда като бързоходен вариант на „Саут Дакота“. Предполага се, че корпусът и общата компоновка на двата вида линкори ще са аналогични, обаче още предварителните изчисления показват, че за да се повиши скоростта с 5 – 6 възела е необходимо да се удължи корпуса с 63 м и да се увеличи мощността на механизмите с 82 000 к.с. Става очевидно, че това означава кардинално изменение на компоновката на машинно-котелните отделения.
С оглед необходимостта да се преминава през Панамския канал ширината на корпуса е изначално ограничена. За това „Айова“ получава силно удължена носова част с подем към форщевена и ярко изразен бълб. В кърмовата част, както и на предходните линкори, са използвани скегове. Това позволява да се получат по-пълни обводи на кърмата. Проектантите се връщат към схемата, използвана при „Норт Керолайн“, – в скеговете са зашити вътрешните грабни валове. Такова разположение увеличава ефективността на работа на рулите, намиращи се зад скеговете. Самите скеги са не вертикални, а са разположени под наклон. Както и на „Саут Дакота“, мидълът има доста висок коефициент на пълнота – 0,996. Коефициентът на обща пълнота на корпуса при това съставлява 0,593, коефициентът на пълнота по площта на водолинията – 0,69; призматичния коефициент – 0,596.
Линкорът има два паралелни полубалансирни руля с площ по 31,6 м². Рулите са разположени малко по-близо до диаметралната плоскост, отколкото осите на вътрешните гребни валове. Такава схема се появява в резултат на многобройни опити в опитния басейн и се счита за оптималната, тъй като рулите обладават висока ефективност, и обтичащият ги поток не е подложен на кавитацията.
Независимо от дългия корпус, диаметърът на тактическа циркулация съставя 744 м на скорост от 30 възела. Мореходността им се оценява високо, и, независимо от нееднократно издържаните от тях жестоки щормове, към здравината на корпуса няма оплаквания. Наистина, към края на службата, през 1980-те години, линкорите започват да бъдат критикувани заради неудовлетворителната си качваемост на вълната, но тази оценка е направена вече в сравнение с най-новите високобордни кораби с надстройки, направени от леки сплави. Самите американци считат, че са постигнали добри резултати, тъй като мореходността на линкора и устойчивостта му като оръдейна платформа са на високо ниво.
Горната палуба и двете палуби под нея вървят по цялата дължина на корпуса. Следващите надолу 1-а, 2-а и 3-а палуби платформи се прекъсват в района на машинно-котелните отделения. Наборът на корпуса е изпълнен по надлъжната схема със шпация, равна на 1,22 м. Главните напречни прегради делят корпуса на 32 водонепроницаеми отсека. Тройното дъно заема по-голямата част от дължината на корпуса – от 36-я до 173-я шпангоут. Заедно с нитоването широко се използва заваряване. Надводната част на корпуса и надстройката е направена от стомана марка STS. В подводната част на корпуса широко е използвана високо еластичната стомана HTS (high-tensile steel). Външният борд е направен от стомана STS. Горната част на борда има дебелина 16 мм. В района на водолинията нейната дебелина съставлява 37 мм. Подводната част на борда е направена от листове с дебелина 16 мм, а дебелината на обшивката на дъното се колебае от 19 до 28,5 мм. Вътрешните прегради са направени, като правило, от 16-мм стомана STS.
Екипаж и обитаемост
По проект екипажът на линкора наброява 1921 души, в т.ч. 117 офицера. Количеството на зенитните автомати, радарите и останалото електронно оборудване се увеличава спрямо проектното, за това числеността на екипажа значително нараства. Така например през 1945 г. екипажът на „Айова“ съставлява 2788 души (в т.ч. 151 офицера), на „Ню Джърси“ – 2753 (161), „Мисури“ – 2978 (189), „Уисконсин“ – 2911 (173). След войната числеността на екипажите намалява, особено за сметка съкращаване на обслугата на демонтираните 20-мм автомати, но все пак остава повече от проектната. През 1949 г. на „Ню Джърси“ екипажът съставлява 2788 души, в т.ч. 234 офицера. На останалите кораби екипажът съставлява от 2406 до 2672 души. Превишаването на проектната численост на екипажа оказва влияние върху условията на обитаемост. Според американските мерки населеността в кубриците и каюткомпаниите се счита за висока. Въпреки това, равнището на комфорт, качеството на храненето и битовото обслужване са по-добри, отколкото на линкорите на другите страни.

### Брониране
Броневата защита на „Айовите“ практически без изменения повтаря схемата на защита на „Саут Дакота“. Главният брониран пояс с височина от 3,2 м е разположен между втората и третата палуби, простирайки се от 50-я до 166-я шпангоут. Бронирането на пояса е набрано от плочи цементирана броня „клас А“ с дебелина 307 мм. Поясът е изпълнен като вътрешен и е поставен с наклон от 19° навън, което увеличава неговата здравина: например, поясът + външният борд, при условие хоризонтална траектория на снаряда, се считат за еквивалентни на вертикалният 343-мм пояс на „стандартните линкори“. При наклонена траектория на падане на снаряда еквивалентната дебелина нараства още повече. Цитаделата на „Айова“ се оказва най-късата сред американските линкори по отношение към дължината на кораба – едва 53,8%, така че тя е по-къса, отколкото при всички чуждестранни линкори, освен „Ямато“.
Плочите на главния пояс основно са с дължина 9,1 м и височина 3,2 м. Поясът по единия борд е набран от 16 бронеплочи. Плочите са закрепени с броневи болтове към риза от 22-мм стомана STS. Закрепването е разчетено така, че един болт да се съотнася към площ от 5 квадратни фута (0,46 м²). Плочата се поставя по такъв начин, че между нея и ризата да остава луфт около 50 мм. След поставянето на бронята в това пространство се налива бетон, който да играе ролята на подложка.
Главният броневи пояс продължава надолу към тройното дъно като долен пояс. Този пояс е произведен от хомогенната броня „клас B“ и се простира на голяма дължина – от 50 до 189-я шпангоут. В горната си част поясът има дебелина 307 мм, а след това клиновидно изтънява до 41 мм при дъното. Общата му височина съставлява 8,53 м. Долният пояс едновременно изпълнява две функции: защита от гмуркащи се снаряди и като противоторпедна преграда.
Плочите на долния пояс имат ширина от 3,05 м и височина в средната част на корпуса от 8,53 м. На кърмата височината им намалява – в района на 166-я шпангоут тя съставлява 5,19 м, а по 189-я шпангоут – 4,69 м. Долният пояс по единия борд се състои от 56 плочи. Между себе си плочите на главния и долния пояси се крепят с помощта на надлъжни шпонки.
В носовия край броневия пояс се затваря от траверсна преграда, вървяща от броневата (втората) палуба до третото дъно. Тя е направена от броня „клас А“. На първите два кораба – „Айова“ и „Ню Джърси“ – тя има дебелина от 287 мм в горната част и 216 мм в долната. Това е счетено за недостатъчно, и на следващите четири кораба, започвайки от „Мисури“, дебелината на траверсата е увеличена. На „Мисури“ и „Уисконсин“ траверса има дебелина 368 мм в горната част и 297 мм в долната. Кърмовата траверса върви над бронираната „кутия“ на рулевите механизми само на височината между втората и третата палуби. Тя също е направена от броня „клас А“ и на първите два линкора има дебелина 287 мм, а на последващите – 368 мм.
Хоризонталната защита по дебелина на бронята и нейното разпределение между палубите практически напълно повтаря тази на „Саут Дакота“. Главната бронирана палуба (втората) върви по горния край на броневия пояс от 50-я до 166-я шпангоут. Същественото отличие е това, че на „Айова“ тя е твърдо закрепена към подложката и е включена в силовия набор на корпуса и осигурява неговата надлъжна здравина. Основната част от броневата палуба е направена от плочи броня „клас В“ с дебелина 121 мм. При борда плочите имат дебелина 147 мм. Плочите са поставени на палубата от 32-мм STS със закрепване чрез нитове и електрозаварка. Така, сумарната дебелина на броневата палуба съставлява 179 мм при борда и 153 мм по диаметралната плоскост. Зад пределите на цитаделата, от 34-я до 50-я и от 166-я до 181-я шпангоути, втората палуба е направена от листове стомана STS с дебелина от 19 до 32 мм.
От 79-я до 156-я шпангоут, между барбетите на втората и третата кули, е разположена противоосколъчната палуба с дебелина 16 мм. Конструктивно това не е палуба, а, по-скоро, екран, прикрепен към долните краища на бимсовете на главната бронева палуба. Пространството между противоосколъчната и броневата палуби е празно. Горната палуба, от шпангоут 41,5 до 172 има дебелина 37 мм STS. Според замисъла на конструкторите нейната основна задача е взвеждането на взривателите на бомбите и снарядите и разрушаването на бронебойното калпаче на бронебойния снаряд. За това тя също се нарича и „противобомбова“ (на английски: bomb deck). Третата долна палуба, от 82,5 до 151-я шпангоут, има дебелина от 13 до 16 мм. Тя надебелява до 25 мм в района на погребите на оръдията на главния калибър – от 50-я до 82,5 шпангоут и от 151-я до 166-я шпангоути. Сумарната дебелина на хоризонталното брониране на голяма част от цитаделата съставлява 222 мм.
Освен цитаделата, силно брониране получава и рулевия механизъм, намиращ се на кърмата. Отстрани той е защитен с 343-мм плочи броня „клас А“. Отгоре, върху 19-мм подложка STS, са наложени плочи броня „клас В“ с дебелина от 142 до 157 мм.
Традиционно за американците много мощно е бронирането на артилерията на главния калибър. Челните плочи броня „клас В“, с дебелина 432 мм, са поставени под ъгъл 36° спрямо вертикалата и са положени върху риза от 63-мм стомана STS. Според разчетите такова брониране е еквивалент на 476-мм монолитна бронева плоча. Бордовете на кулите и задните им стени са направени от броня „клас А“. Страничните стени са с дебелина 241 мм поставени върху риза от 19 мм, задната стена има дебелина 305 мм. Покривите на кулите са от броня „клас В“ и има дебелина 184 мм. Плочите броня са голямогабаритни – всичко на всяка кула са поставени по 11 бронеплочи.
Барбетите на кулите са направени от броня „клас А“ и са набрани от сегменти с различна дебелина. Най-уязвимите странични стени имат дебелина 439,5 мм, намаляващи по дебелина към диаметралната плоскост до 295 мм. Под главната бронева палуба барбетите имат дебелина едва 38 – 76 мм. Бойната рубка има елиптична форма и е направена от броня „клас В“. На „Айова“ тя има три нива, а на останалите кораби от серията се разделя на две нива, за сметка на отказ от флагманския команден пост. Стените на рубката имат дебелина 440 мм, покрива – 184 мм, пода – 102 мм върху 25-мм подложка. Комуникационната тръба от бойната рубка до главната бронева палуба е направена от броня „клас В“ с дебелина 406 мм. Редица от бойните постове на надстройката също имат противоосколъчна защита от стомана STS с дебелина 38 – 64 мм. Сумарното тегло на бронята на „Айова“, без въртящите се части на кулите, съставлява 17 708 т или 39,2% от стандартната водоизместимост. За линкора „Ню Джърси“, към 1943 г., се привеждат данни за тегло на бронирането от 19 311 т.

### Конструктивна подводна защита
Схемата на конструктивната подводна защита (КПЗ) също е наследена от проекта „Саут Дакота“. КПЗ е разчетена да противостои на взрив на торпедо или мина с бойна част, еквивалентна на 700 фунта (317 кг) ТНТ. Тази величина е резултат на провала на американското разузнаване, от средата на 30-те години, в получаването на реални данни за японските торпеда и игнорирането на развитието на смесените взривни вещества. КПЗ се простира от предната стена на носовия погреб на главния калибър до задната стена на погреба на кърмовата кула – от 50-я до 166-я шпангоут.
Конструктивно подводната защита се състои от външната обшивка на борда и четири надлъжни прегради, които ограничават четири пространства. Първа е обшивката на борда с дебелина 37 мм, зад нея са разположени преградите с дебелина 16 мм от високоякостната стомана HTS. Две кухини играят ролята на камера за поглъщане – тяхната задача е разсейването на енергията на взрива. Пространството им е запълнено с течност – гориво или задбордна вода. Следващият отсек остава празен, за да не може към главната противоторпедна преграда да се предаде хидравличен удар от отсеците за поглъщане. Нататък се намира главната противоторпедна преграда (ПТП), тя е и вътрешния броневи пояс. Както е споменато в раздела брониране, ПТП, изготвена от стомана STS, се простира от долния край на главния броневи пояс до тройното дъно. В напречно сечение ПТП клиноподобно изтънява от 307 до 41 мм. Зад ПТП се намира празен филтрационен отсек, задачата на когото е локализирането на възможни течове на ПТП. Филтрационният отсек се затваря от 16-мм преграда от стомана STS.
Като цяло системата за противоторпедна защита е достатъчно рационална, обаче обладава пропуск, който не е открит на етапа на проектирането. От гледна точка противостоене на подводен взрив оптималната конструкция на ПТП е преграда от еластична стомана, направена от цял лист, със закрепване само по долния и горния край. От тази гледна точка твърдия броневи пояс работи по-лошо, и според резултатите от изпитанията проведени през 1939 г. във Филаделфийската корабостроителница на ВМС е направен извод, че конструкцията на ПТЗ, съставена по схемата, използвана на „Норт Керолайн“, е по-ефективна.
Другият проблем се заключава в недооценката на ТТХ на торпедата на противника. Бойната част на японското 610-мм торпедо „Тип 93“ носи 490 кг взривно вещество, а на създаденото през 1943 г. торпедо „Тип 93 мод.3“ теглото на ВВ съставлява вече 780 кг, което е повече от двойно на количеството взрив, срещу което е разчетена ПТЗ на „Айова“. За това на петия и шестия кораб от серията – „Илинойс“ и „Кентъки“ – ПТЗ е усилена чрез увеличаване на дебелините на преградите и модифицирането на ред от възлите ѝ. Разчетната ефективност на подводната защита нараства с 20%, макар и тази стойност да е недостатъчна, така че подводната защита е едно от слабите места на новия американски линкор.

### Енергетична установка
За достигането на проектната скорост от 32,5 възела мощността на главната енергетична установка е увеличена от 130 000 до 212 000 к.с. Относителното тегло на силовата установка се снижава с 19% – от 24,89 кг/к.с. до 20,96 кг/к.с. – за сметка на внедряването на пара с по-високи параметри и внесянето на редица усъвършенствания
Силовата установка е четиривалова, всеки вал се върти от собствен главен турбозъбчат агрегат (ГТЗА), който е разположен в индивидуално машинно отделение. Щатно всеки от четирите ГТЗА се снабдява с пара от собствено котелно отделение. Всичко в котелните отделения има осем парни котела – по два във всяко. Схемата на разположение на машинните и котелните отделения е ешелонна. Всяко отделение заема цялата ширина на корпуса, котелните отделения (КО) се редуват с машинните (МО) – отначало КО №1, след това МО №1, зад него КО №2 и т.н. Отделенията са събрани в две групи – носова (КО №1, МО №1, КО №2 и МО №2) и кърмова (КО №3, МО №3, КО №4 и МО №4). ГТЗА на всяка група може да получава пара от всяко от котелните отделения на своята група. Прехвърлянето на пара между кърмовата и носовата групи не е предвидено.
В комплекта турбини влизат една турбина високо налягане (ТВН), една турбина ниско налягане (ТНН) и двустепенен редуктор. В корпуса на ТНН, на един вал с нея, по двете страни стоят степените за обратен ход. За достигане на проектната скорост от 33 възела честотата на въртене на валовете трябва да съставлява 202 об/мин. На такъв режим мощността на ТВН съставлява 24 400 к.с. при 4905 об/мин, а на ТНН – 28 600 к.с. при 3913 об/мин. Сумарната мощност на един агрегат съставлява 53 000 к.с., което дава обща мощност на енергетичната установка от 212 000 к.с. Предвидена е и възможност за кратковременно форсиране на турбините с 20% до 254 000 к.с. За „Айова“, „Мисури“ и „Кентъки“ ГТЗА са произведени от фирмата „Дженерал Илектрик“, за трите останали от „Уестингхауз“.
Тъй като честотата на въртене на турбините е различна, всяка е свързана със свое зъбно колело към редуктора. Предавателните числа съставляват 24,284:1 и 19,369:1 за ТВН и ТНН съответно. Импулсната турбина за високо налягане се състои от две степени – първата има два реда лопатки, втората 11. Турбината ниско налягане е реактивен тип и се състои от шест реда лопастки, парата към които се подава от две направления. Всяка от импулсните степени за заден ход се състои от три реда лопатки. При сумарна мощност на двете степени за заден ход от 11 000 к.с. те имат честота на въртене от 2375 об/мин, което дава 123 об/мин към валовете.
Парните котли на „Бабкок и Уилкокс“, са с две пещи, триколекторни. Проектното им работно налягане е 634 psi (44,57 кг/см²). Експлоатационното им налягане е 565 psi (39,7 кг/см²). Всеки котел е снабден с вграден паропрегревател с отделна пещ, икономайзер и нагнетатели и има девет инжектора за впръскване на нефт, от тях четири се намират в паропрегревателя. Температурата на прегрятата пара е 850 °F (454 °С).
Дължината на гребните валове съставлява 54,6 и 103,7 м. Двата вътрешни гребни винта, с диаметър 5,18 м, са петлопастни, двата външни, с диаметър 5,56 м, – четирилопастни. Честотата на въртене на винтовете на пълен ход съставлява 202 об/мин.
Данните за скоростта на „айовите“ са достатъчно противоречиви. Така например, тяхната проектна скорост съставлява 33 възела. При това в справочника „Джейн“ е указана скорост 35 възела. Тези разминавания, преди всичко, са свързани с това, че „Айовите“ влизат в строй във военно време и за това преминават и съкратена програма на изпитания. За това пробези на мерната миля, на пълен ход не са правени, и реалната максимална скорост на корабите е неизвестна. Според официалните криви на зависимост между скоростта и мощността спрямо водоизместимостта при 212 000 к.с. и водоизместимост 53 900 т разчетната скорост трябва да съставлява 32,5 възела при 202 об/мин на валовете. Съгласно теоретичните изчисления, в олекотен вариант, при водоизместимост 51 209 т, скоростта трябва да състави около 34 възела. Допуска се кратковременно форсиране на механизмите до 254 000 к.с., и, съгласно разчетите, по време на такова форсиране, при водоизместимост от 51 000 тона скоростта може да достигне 35,4 възела. Има и фактически данни от изпитания по времето на Втората световна война след излизането им от корабостроителниците, но те не се явяват показателни, защото са направени в условията на плитководие. Така например, „Ню Джърси“, през октомври 1943 г., на плитък участък на залива, при водоизместимост около 55 хил. тона, развива скорост 29,3 възела при мощност на ЕУ от 162 277 к.с. Два месеца по-късно, при водоизместимост от 56 928 т, той развива вече 31,9 възела при достигнутата мощност от 221 000 к.с., което се явява и максималната скорост, достигната на изпитания.
По време на провеждане на бойните действия и след повторното въвеждане в експлоатация са отбелязвани и по-високи резултати. Най-високата скорост, за времето на войната, развиват „Айова“ и „Ню Джърси“, безуспешно преследвайки японския разрушител „Новаки“ през февруари 1944 г. на Трук. Лагът на „Айова“ показва скорост от 32,5 възела. Отчитайки обрасналото дъно, след докуване резултатът би могъл да бъде с възел повече. Капитанът на „Айова“, Уилям Смедберг, си спомня, че по време на Корейската война е фиксирана цифрата 33 възела. „Ню Джърси“, по време на изпитанията след реактивацията за участието си във Виетнамската война, развива 35,2 възела при 207 об/мин към валовете. Тази цифра се обяснява с това, че водоизместимостта е намалена, тъй като са свалени всички 40-мм автомати и екипажът е значително по-малоброен от обичайното за Втората световна. През 1986 г., след модернизацията на „Айовите“, секретарят на флота Джон Леман твърди, че нейната максимална скорост съставлява 35 възела – наистина, без да е известно, при каква водоизместимост, и има ли такава цифра в официалните данни.
Към момента на влизането в строй на „Ню Джърси“ пълният запас гориво на борда съставлява 8084 т, а през 1945 г. за всички линкори от този тип той съставлява вече 8624 т нефт и 187 т дизелово гориво за дизел-генераторите. Максималният запас съставлява 9320 д. т нефт и 192 д. т дизелово гориво. Проектната далечина на хода е 18 000 мили на скорост 12 възела и 15 900 – на 17 възела. За „Ню Джърси“, според разхода, получен при изпитанията на турбините, тези цифри съставят 20 150 мили на 15 възела и 4830 мили на пълен ход. Проектната далечина, при пълен проектен запас гориво, съставлява 15 000 мили на ход от 15 възела. Цифра от 20 000 мили на 15 възела фигурира в официалните данни, като максимална далечина на плаване при максимален запас гориво. Цифрата се явява само вероятна: на практика такава далечина не се достига, тъй като разрушителите в съединенията се дозареждат с гориво от линкорите. Данни за далечината след модернизацията няма. Спрямо ръста на натоварването, в резултат на модернизациите, тизи цифри падат, и към края на войната за „Айова“ фактическата далечина съставя 14 890 мили на 15 възела и 11 700 мили на 20-възлов ход.

### Спомагателни устройства и системи
Електрическата мрежа на линкора е разчетена за променлив ток с напрежение от 450 В и честота 60 Хц. Снабдяването с електроенергия се осъществява от осем турбогенератора с мощност по 1250 кВт. Освен тях има два аварийни дизел-генератора с мощност по 250 кВт. По два турбогенератора се намират във всяко машинно отделение на нивото на втората платформа. Дизел-генераторите са разположени на палубата на трюма.
Трите опреснителни установки имат обща производителност от 75 700 л за денонощие. Постоянният запас питейна вода съставлява 491 т, резервният запас прясна вода за котлите е 777 т. За изработката на лед и охлаждане на складовете има три хладилни машини.

### Въоръжение

#### Главен калибър
Схемата за разполагането на главния калибър повтаря тази, приета на „Саут Дакота“, – девет оръдия в триоръдейни кули, разположени по линейно-терасовидната схема. Две кули са разположени на носа (втората над първата) и третата – на кърмата. На „Айовите“ са поставени девет от новите 50-калибрени 406-мм оръдия Mk.7. Те са значително по-мощни от 45-калибрените оръдия Mk.6 на „Саут Дакотите“ и по-леки от разработените през 1918 г. 50-калибрени оръдия Mk.2 – 108,5 т против 130,2. Стволът на оръдията е скрепен, лейниран. Броя на нарезите е 96. Извивката на нарезката е постоянна по дължина – един оборот на 25 калибра. За предотвратяване на омедняването на ствола той е хромира със слой с дебелина 0,013 мм на дължина 17,526 м. Оръдието има бутален затвор затвор система „Уелин“, отварящ се надолу. След изстрел канала на ствола се продухва с въздух.
Кулата е конструктивно подобна на кулата на „Саут Дакота“ и има същият диаметър на ролковия погон. Оръдията са разположени в индивидуални люлки с ъгли на вертикално насочване от −5° до +45°. Зареждането се осъществява при фиксиран ъгъл на възвишение от +5°. Всички механизми са електрохидравлични. За хоризонталното насчочване на кулите се използва електродвигател с мощност 300 к.с. За вертикалното насочване всеки ствол си има задвижване от собствен електродвигател с мощност 60 к.с.
Снарядните погреби имат традиционната за американските линкори конструкция. Снарядите се съхраняват във вертикално положение на двуетажни неподвижни кръгли платформи вътре в барбета на кулата. Между тези платформи и въртящата се част на кулата са разположени две въртящи се платформи – пръстени, които могат да се въртят независимо от кулата. Претоваръчно отделение няма. Снарядите отначало се подават на въртящата се платформа, а след това, със завъртане на платформата, се подават към подаващите тръби. Подемниците са три, с индивидуално подаване на снарядите към всяко оръдие. Централният подемник е прав, а страничните имат извита форма. Задвижването на всеки от подемниците има мощност 75 к.с. Подемника подава снаряда вертикално към оръдието, а след това с помощта на хидроцилиндър се поставя на улея. Досилателя верижен тип има задвижване с мощност 60 л.с.
Зарядните погреби също са на две нива и се намират под снарядните. В един изстрел влизат шест полузаряда с маса на барута 49,5 кг, съхранявани в копринени картузи. От погребите полузарядите се натоварват на една от трите беседки, по шест полузаряда във всяка. Зарядите също се подават направо към оръдията с помощта на три верижни подемника.
Основният снаряд на „Айовите“ е „тежък“ бронебоен снаряд Mk.8 с маса 1225 кг, със заряд взривно вещество (ВВ) 1,5% от масата. Този снаряд е специално разработен от американците за бой на далечни дистанции и е оптимизиран за пробиването на палуби. За осигуряване на по-навесна траектория, както и при „Саут Дакотите“, се използва понижен заряд, който придава на снаряда начална скорост от 701 м/с. Пълният заряд барут с маса 297 кг придава на снаряда скорост от 762 м/с.
Към края на Втората световна война американските линкори започват да се използват за стрелба по наземни цели, след което в техния боекомплект започват да навлизат фугасните снаряди Mk.13. Снарядът има маса 862 кг и относителна маса на ВВ от 8,1%. За увеличаване на живучестта на ствола при стрелба с фугасен снаряд се използва понижен заряд с маса 147,4 кг, придаващ на снаряда начална скорост от 580 м/с.
След войната, на базата на Mk.13, са създадени снарядите Mk.143, Mk.144, Mk.145 и Mk.146. Всички те имат дистанционни тръбички различен тип. На Mk.144 и Mk.146 има съответно 400 и 666 детониращи суббоеприпаси. В началото на 1950-те години за „Айовите“ е разработен и спецбоеприпас – снарядът Mk.23 с ядрената бойна част W-23 с тротилов еквивалент 1 кт. По масата си и своите габарити той е идентичен с Mk.13. Спецснарядите стоят на въоръжение от 1956 до 1961 г., но през по-голямата част от времето се съхраняват на брега.
През 1980-те години е планирано разработването на свръхдалекобоен снаряд. При тегло от 454 кг той трябва да има начална скорост от 1098 м/с и далечина на стрелбата от 64 км. След създаването на експериментален образец работата по него спира.
Максималният боезапас за кула №1 е разчетен за 390 изстрела, за кула №2 – за 460 и за кула №3 – за 370. На нивото на третата палуба има непрекъснат коридор с монорелс, който получава прякора „Бродуей“. Коридорът съединява погребите на всичките три кули, и с негова помощ боезапасът може да се премества от една кула към друга. В района на напречните прегради той се прегражда от подвижни водонепроницаеми капаци. В кулите №1 и №2 има по шест зарядни погреба, в кула №3 те са осем.

#### Система за управление на огъня на ГК
В системата за управление на огъня на оръдията на главния калибър влизат два командно-далекомерни поста (КДП) Mk.38, намиращи се отпред и отзад на надстройката, един КДП Mk.40 на покрива на бойната рубка и комплект изчислителни прибори в централния пост под броневата палуба. Всеки КДП Mk.38 има 8-метров оптичен стереодалекомер Mk.48, радар Mk.8 и няколко оптични прицела. В пероода 1945 – 1952 година вместо радарите Mk.8 са поставени по-съвършените Mk.13. Височината на носовото КДП над водата съставлява 35,4 м, на кърмовия – 20,7 м. КДП Mk.40 е снабден с оптични прицели и радар Mk.3. „Мисури“ и „Уисконсин“ при влизането си в строй получават за КДП Mk.40 по-съвременната РЛС Mk.27. Към 1945 г. тази РЛС е сменява Mk.3 и на първите два линкора.
Информацията от КДП постъпва в централния артилерийски пост, където тя се обработва от механичното изчислително-решаващо устройство Mk.8. През 1950-те години като негово допълнение е поставен изчислител Mk.48 за стрелба по брега.
В качеството на резервни средства за управление всяка кула има дългобазов 14-метров далекомер. На кула №1 това е съвместяващия далекомер Mk.53, а на №2 и №3 – стереоскопичния Mk.52. Далекомерите осигуряват 25-кратно увеличение и имат система за стабилизация. Допълнително всяка кула има шест 12-кратни оптични прицела.

#### Универсална артилерия
Универсалната артилерия е сходна с тази на „Саут Дакота“. В състава на универсалната артилерия влизат двадесет 127-мм 38-калибрени оръдия Mk.12, разположени в десет двуоръдейни установки Mk.28, управляващи се от четири КДП Mk.37.
При проектирането е разглеждан вариант за използването на перспективните 152-мм 47-калибрени оръдия, обаче те са значително по-тежки – шест сдвоени 152-мм установки трябва да тежат 1667 т против 1267 т за десет 127-мм установки. Сроковете за разработката на новите оръдия също не са ясни. При тези условия проектантите спират своя избор на 127-мм оръдия. Разположението на кулите и КДП е аналогично на приетота за „Саут Дакота“. По пет кули са поставени отстрани на надстройката на две нива, разполагайки се във вид на буквата W. Втората и четвъртата кули се намират на етаж 01 на надстройката, останалите с ниво по-нагоре – на етаж 02. По един КДП Mk.37 се намират на носа и кърмата на надстройката в диаметралната плоскост, още два са по бордовете в средната част на корпуса. Всеки КДП е снабден 26,5-футов (8-м) 25-кратен стереоскопичен далекомер Mk.48.
Оръдието 5"/38 Mark 12 има клинов полуавтоматичен затвор и разделно-гилзово зареждане. Снарядът има маса около 25 кг, а снаряжената гилза – 11,3 кг. Първоначално в боекомплекта влизат „комъни“ (полубронебойни снаряди) Mk.32, 38 и 46, и фугасните снаряди Mk.35 и Mk.49. Към края на войната те са изместени от зенитните Mk.31 и Mk.35 с челен и дънен взриватели, които могат да се използват за стрелба както по въздушни, така и по надводни цели. Снарядът Mk.31 е снабден с радиолокационен взривател. Взривателят улавя отразения сигнал от РЛС и сработва при прелитането си близо до целта.
Максималният ъгъл на подем на стволовете съставлява 85°. Кулата може да се управлява както дистанционно от силов механизъм по вертикалната и хоризонталната оси, така и локално от самата кула. Под кулата се намира претоваръчното отделение, а още под него – погребите. Боезапасът съставлява по 500 снаряда на ствол, при това по 55 снаряда на ствол се намират в готов за употреба вид в подкуполното претоваръчно отделение. Самите погреби се намират над машинните отделения, отстрани от претоваръчните. От погребите към претоваръчното отделение водят снаряден и заряден елеватори. От претоваръчното отделение в бойното снарядите се подават по подемници, въртящи се заедно с централната ос на кулата. Зареждането става при произволен ъгъл на възвишение. Скорострелността зависи от тренираността на разчетите и съставлява от 15 до 22 изстрела в минута на ствол в зависимост от ъгъла на подем на стволовете. Всяка установка се обслужва от 37 души, от тях 13 се намират в самата кула и 24 – в претоваръчното отделение и погребите.
| Оръдие                                                    | 16″/50 Mark 7            | 16″/50 Mark 7            | 5"/38 Mark 12           | 40 mm/56 Mark 1 (Bofors) | 1,1"/75 Mark 1               | 20 mm/70 Mark 2 (Oerlikon) |
| --------------------------------------------------------- | ------------------------ | ------------------------ | ----------------------- | ------------------------ | ---------------------------- | -------------------------- |
| Калибър, мм                                               | 406                      | 406                      | 127                     | 40                       | 28                           | 20                         |
| Дължина на ствола, калибри                                | 50                       | 50                       | 38                      | 56                       | 75                           | 70                         |
| Година на разработване                                    | 1939                     | 1939                     | 1932                    | 1936                     | 1929                         | 1939                       |
| Маса на оръдието без затвора, кг                          | 108 479                  | 108 479                  | 1810                    | 522                      | 252                          | 68,04                      |
| Скорострелност, изстрела/минута                           | 2                        | 2                        | 15                      | 120                      | 150                          | 450                        |
| Тип зареждане                                             | картузно                 | картузно                 | разделно-гилзово        | унитарно                 | унитарно                     | унитарно                   |
| Маса на заряда, кг                                        | 299,4                    | 299,4                    | 6,9 – 7,03              | 0,314                    | 0,120                        | 0,086                      |
| Тип на снаряда                                            | Бронебоен Mk.8           | Осколочно-фугасен Mk.13  | Осколочно-фугасен Mk.34 | Осколочно-фугасен Mk.1   | Осколочно-фугасен Mk.1       | Осколочно-фугасен Mk.3     |
| Маса на снаряда, кг                                       | 1225                     | 862                      | 25                      | 0,9                      | 0,416                        | 0,123                      |
| Начална скорост, м/с                                      | 762                      | 820                      | 792                     | 881                      | 823                          | 844                        |
| Живучест на ствола, изстрела                              | 290 – 350                | 290 – 350                | 4600                    | 9500                     |                              | 9000                       |
| Максимална далечина на стрелбата, м                       | 38 720                   | 38 059                   | 15 903                  | 10 180                   | 6767                         | 4389                       |
| Досегаемост по височина, м                                | —                        | —                        | 11 887                  | 6797                     | 5791                         | 3048                       |
| Установка                                                 |                          |                          | Mark 28 mod 0           | Mark 2 Quad              | Quadruple Mount Mark 2 Mod 2 | Mark 2                     |
| Брой стволове                                             | 3                        | 3                        | 2                       | 4                        | 4                            | 1                          |
| Маса на въртящата се част                                 | 1725 т – 1738 т          | 1725 т – 1738 т          | 70 894 кг               | 10 524 – 10 796 кг       | 4763 кг                      | 769 кг                     |
| Ъгли на възвишение                                        | −2°/+45° 0°/+45° кула №2 | −2°/+45° 0°/+45° кула №2 | -15°/+85°               | -15°/+90°                | −15°/+110°                   | −5°/+87°                   |
| Скорост на насочване вертикално / хоризонтално, градуса/с | 12 / 4                   | 12 / 4                   | 15 / 25                 | 24 / 26                  | 24 / 30                      | ручное                     |

#### Зенитно въоръжение
Според проекта зенитното въоръжение трябва да се състои от дванадесет 28-мм автомата и дванадесет 12,7-мм картечници, обаче още преди строежа да е завършен то е преразгледано със замяната към 40-мм автомати „Бофорс“ и 20-мм автомати „Ерликон“. Техният брой се различава на корабите в серията и в течение на войната постоянно се увеличава.
На линкорите се използват четиристволните установки „Бофорс“ Mk.2. Към момента на влизането в строй „Айова“ носи 15 такива установки, а останалите кораби от серията – по 20. Управлението на огъня на „бофорсите“ на „Ню Джърси“ се осъществява с помощта на визьорните колонки Mk.49, а на останалите кораби от серията – Mk.51.
При влизането в строй са поставяни само едностволни „ерликони“, обаче към края на войната японците започват да използват камикадзе, против които такива установки вече са слабоефективни. В опит да се увеличи ефективността на „ерликоните“ са разработени двустволни установки. „Ерликоните“ първоначално се насочват индивидуално, но към края на войната за тяхното насочване са поставени прицелните колонки Mk.14.
| Изменение в състава на зенитното въоръжение на линкорите от типа „Айова“ | Изменение в състава на зенитното въоръжение на линкорите от типа „Айова“ | Изменение в състава на зенитното въоръжение на линкорите от типа „Айова“ | Изменение в състава на зенитното въоръжение на линкорите от типа „Айова“ | Изменение в състава на зенитното въоръжение на линкорите от типа „Айова“ | Изменение в състава на зенитното въоръжение на линкорите от типа „Айова“ | Изменение в състава на зенитното въоръжение на линкорите от типа „Айова“ | Изменение в състава на зенитното въоръжение на линкорите от типа „Айова“ | Изменение в състава на зенитното въоръжение на линкорите от типа „Айова“ |
| „Айова“                                                                  | февруари 1943                                                            | юли 1943                                                                 | април 1945                                                               | юни 1946                                                                 | януари 1947                                                              | април 1947                                                               | октомври 1951                                                            | април 1955                                                               |
| ------------------------------------------------------------------------ | ------------------------------------------------------------------------ | ------------------------------------------------------------------------ | ------------------------------------------------------------------------ | ------------------------------------------------------------------------ | ------------------------------------------------------------------------ | ------------------------------------------------------------------------ | ------------------------------------------------------------------------ | ------------------------------------------------------------------------ |
| 4×40-мм                                                                  | 15                                                                       | 19                                                                       | 19                                                                       | 19                                                                       | 19                                                                       | 15                                                                       | 15                                                                       | 19                                                                       |
| 1×20-мм                                                                  | 60                                                                       | 52                                                                       | 52                                                                       | 52                                                                       |                                                                          |                                                                          |                                                                          |                                                                          |
| 2×20-мм                                                                  |                                                                          |                                                                          | 8                                                                        |                                                                          | 16                                                                       | 16                                                                       |                                                                          |                                                                          |
| „Ню Джърси“                                                              | юни 1943                                                                 | април 1945                                                               | ноември 1945                                                             | януари 1947                                                              | април 1947                                                               | октомври 1951                                                            | април 1955                                                               | април 1968                                                               |
| 4×40-мм                                                                  | 20                                                                       | 20                                                                       | 20                                                                       | 20                                                                       | 16                                                                       | 20                                                                       | 18                                                                       | 0                                                                        |
| 1×20-мм                                                                  | 49                                                                       | 49                                                                       | 41                                                                       | 10                                                                       |                                                                          |                                                                          |                                                                          | 0                                                                        |
| 2×20-мм                                                                  |                                                                          | 8                                                                        | 8                                                                        | 8                                                                        | 8                                                                        | 16                                                                       |                                                                          | 0                                                                        |
| „Мисури“                                                                 | януари 1944                                                              | април 1945                                                               | септември 1945                                                           | март 1946                                                                | януари 1947                                                              | октомври 1947                                                            | април 1951                                                               | април 1955                                                               |
| 4×40-мм                                                                  | 20                                                                       | 20                                                                       | 20                                                                       | 20                                                                       | 20                                                                       | 20                                                                       | 20                                                                       | 20                                                                       |
| 1×20-мм                                                                  | 49                                                                       | 49                                                                       | 43                                                                       | 26                                                                       | 22                                                                       |                                                                          |                                                                          |                                                                          |
| 2×20-мм                                                                  |                                                                          | 8                                                                        | 8                                                                        | 8                                                                        | 8                                                                        | 16                                                                       | 32                                                                       |                                                                          |
| „Уискосин“                                                               | декември 1944                                                            | април 1945                                                               | януари 1946                                                              | юни 1946                                                                 | януари 1947                                                              | април 1947                                                               | октомври 1951                                                            | ноември 1955                                                             |
| 4×40-мм                                                                  | 20                                                                       | 20                                                                       | 20                                                                       | 20                                                                       | 16                                                                       | 16                                                                       | 20                                                                       | 16                                                                       |
| 1×20-мм                                                                  | 49                                                                       | 49                                                                       | 47                                                                       | 46                                                                       |                                                                          |                                                                          |                                                                          |                                                                          |
| 2×20-мм                                                                  | 2                                                                        | 8                                                                        | 8                                                                        | 2                                                                        | 18                                                                       | 16                                                                       | 16                                                                       |                                                                          |

#### Авиационно въоръжение
Авиационното въоръжение е стандартното за американските линкори – два барутни катапулта Mk.VIB, разположени побордно на кърмата, и три хидросамолета. Хангар за самолетите на линкори не е предвиден – два хидросамолета са разположени непосредствено на катапултите, а още един се намира между тях на палубата. Запасът авиационен бензин съставлява 32 506 л. Масата на заряда барут за катапулта съставлява 127 кг. При пуск от катапулта на самолета с тегло 3,7 т се придава начална скорост от 105 км/ч.
При влизането в строй в състава на авиационното въоръжение на „Айовите“ влизат хидросамолетите OS2U „Кингфишер“. През 1945 г, те са заменени с по-съвременните SC-1 „Сийхоук“. Във връзка с развитието на радиолокацията необходимостта от хидросамолетите значително намалява, и към 1948 г. цялото авиационно въоръжение е демонтирано.

#### Радиолокационно въоръжение
Към момента на влизане в строй всички линкори носят два радара за откриване на надводни цели SG. Антените на тези РЛС са поставяни на горната част на носовата надстройка и на топа на гротмачтата. Радарът SG може да засече кораб на дистанция над 20 мил, а нисколетящ самолет – на дистанция до 15 мили.
За откриване на въздушни цели на „Мисури“ е поставен радар SK-2, а на останалите – SK. Антените на РЛС са разположени на гротмачтата. Радарът SK има правоъгълна антене „тип матрак“. Радарът SK-2 е по-съвършен и има кръгла параболична антена, позволяваща да се получи по-тънък лъч и осигуряващ по-висока точност в определенянето на координатите на целта. През 1945 г. вместо SK на „Ню Джърси“ е поставен SK-2. В допълнение към него е поставен радиовисокомерът SP. Това позволява да се получат всичките три координати на въздушната цел. РЛС може да засече бомбардировач, летящ на височина 3000 м, на дистанция до 70 мили, а изтребител – до 40 мили. През 1946 г. замяна с SK-2 е проведена и на двата оставащи линкора. През 1948 г. радиовисокомер SP е поставен на „Айова“ и „Мисури“. Един от недостатъците на радарите SK и SK-2 е сравнително тесният лъч – на далечина от 100 км височината на засичане на целите съставлява 3000 м, и в резултат самолетите, летящи на голяма височина, могат да останат незабелязани. За това, през 1945 г., на „Айова“ и „Уисконсин“, на бизанмачтата допълнително е поставен радарът SR. Лъчът на тази РЛС се разширява повече, и на дистанция от 80 мили височината на откриване съставлява 6,1 км.
В качеството на резервни РЛС за засичане на надводни цели стоят РЛС SQ. Те се предполага да бъдат използвани само при излизането на радарите SG от строй. Те имат параболична антена с размер 0,6×1,2 м и могат да открият надводна цел на дистанция 8 мили, а подводница в надводно положение на дистанция 3 мили. На „Айова“ има една РЛС SQ, а на останалите кораби – по две. Тези РЛС през 1946 г. са демонтирани от всички кораби.
През 1945 г. на „Айова“ и „Ню Джърси“ са поставени РЛС за откриване на надводни цели SU. Тази РЛС е разработена за разрушители. Параболичната антена на РЛС под радиопрозрачен обтекател с диаметър 0,91 м и височина 1,07 м е поставяна на топа на гротмачтата. През 1946 г. този радар е поставен и на „Уисконсин“.
Значителен е и броят на артилерийските РЛС. КДП на главния калибър Mk.38 отначало има радар Mk.8. През 1945 г. на „Айова“, „Ню Джърси“ и „Уисконсин“ на носовото КДП вместо него е поставена РЛС Mk.13. На КДП за универсалната артилерия на „Айова“ и „Ню Джърси“ изначално са поставяни радарите Mk.4. От 1945 г. те са заменени с два РЛС Mk.12/Mk.22. „Мисури“ и „Уисконсин“ от самото начало получават РЛС Mk.12/22. През 1948 г. тези РЛС на „Мисури“ са заменени с Mk.25. Останалите линкори от серията получават новите РЛС само по време на преоборудването им в периода 1953 – 1955 година.
Само на „Ню Джърси“, при влинзането в строй, за управлението на 40-мм „бофорси“ са поставени КДП Mk.49 с РЛС Mk.19. През 1945 г. на всички линкори за управлението на „бофорсите“ са поставени КДП Mk.57 с радара Mk.29. В периода 1954 – 1955 г. „Айова“ и „Ню Джърси“ вместо тях получават КДП Mk.56 с РЛС Mk.35. Освен това, линкорите са снабдени с комплект апаратура за автоматично разпознаване „свой-чужд“ Mk. III и системите за радиоразузнаване и радиопротиводействие SPT-1 и SPT-4.

## Схема на окраската
| Дата на промяна на схемата за окраска на линкорите от типа „Айова“ | Дата на промяна на схемата за окраска на линкорите от типа „Айова“ | Дата на промяна на схемата за окраска на линкорите от типа „Айова“ | Дата на промяна на схемата за окраска на линкорите от типа „Айова“ | Дата на промяна на схемата за окраска на линкорите от типа „Айова“ | Дата на промяна на схемата за окраска на линкорите от типа „Айова“ |
| Схема на окраската                                                 | 21                                                                 | 22                                                                 | 32-1В                                                              | 32-22D                                                             | Димно-сива                                                         |
| ------------------------------------------------------------------ | ------------------------------------------------------------------ | ------------------------------------------------------------------ | ------------------------------------------------------------------ | ------------------------------------------------------------------ | ------------------------------------------------------------------ |
| „Айова“                                                            |                                                                    | февруари 1943 февруари 1945                                        | април 1944                                                         |                                                                    | март 1946                                                          |
| „Ню Джърси“                                                        | май 1943                                                           | май 1945                                                           |                                                                    |                                                                    | януари 1946                                                        |
| „Мисури“                                                           |                                                                    | януари 1945                                                        |                                                                    | юни 1944                                                           | март 1946                                                          |
| „Уисконсин“                                                        |                                                                    | април 1944                                                         |                                                                    |                                                                    | юли 1946                                                           |

Системата на окраска на корабите от ВМФ на САЩ зависи от експлоатационните изисквания и в голямата си част се явява форма на камуфлаж. В мирно време се използва „димно-сива“ схема на окраска. Повърхностите се боядисват в матово-сив цвят, намаляващ забележимостта в широк диапазон на условията на осветеност. Във военно време ВМФ на САЩ използват различни форми на дезориентиращ камуфляж. През Втората световна война за линкорите от типа „Айова“ са използвани следните схеми на камуфлаж.
Схема 21, „синя схема на ВМФ“ (на английски: Measure 21, Navy Blue System)
Всички вертикални повърхности са боядисани в N-5. Всички палуби и хоризонталните повърхности се боядисват в сиво-синьо (20-B).
Схема 22, „градуираната схема“ (на английски: Measure 22, Graded System)
Всички вертикални повърхности са боядисани в матово-сив цвят (5-Н) с черта тъмен сиво-син цвят (5-N) на корпуса, паралелна на водолинията. Всички палуби и хоризонтални повърхности са боядисани в сиво-синьото 20-B.
Схема 32, „с умерено шарка“, дизайн 1 B (на английски: Measure 32, Medium Pattern System. Design 1 B)
Вертикалните повърхности са озветени в тъмен сиво-син (5-N) и светло-сиво (5-L). Палубите и хоризонталните повърхности са боядисани в сиво-синьо (20-B).
Схема 32, дизайн 22 D (на английски: Measure 32 Design 22 D)
Вертикалните повърхности са боядисани в матирано-черно (BK), океанско сиво (5 – 0) и светло-сиво (5-L). Палубите и хоризонталните повърхности са боядисани в сиво-синьо (20-B) с петна от цвета „океански сив“ (5 – 0).
| Цветовете, използвани при окраската на линкорите от типа „Айова“ | Цветовете, използвани при окраската на линкорите от типа „Айова“ | Цветовете, използвани при окраската на линкорите от типа „Айова“ | Цветовете, използвани при окраската на линкорите от типа „Айова“ |
| Код на цвета                                                     | Название (англ.)                                                 | Название (бълг.)                                                 | Палитра                                                          |
| ---------------------------------------------------------------- | ---------------------------------------------------------------- | ---------------------------------------------------------------- | ---------------------------------------------------------------- |
| 5-L                                                              | Light Gray                                                       | светлосив                                                        |                                                                  |
| 5-H                                                              | Haze Gray                                                        | матовосив                                                        |                                                                  |
| 5-O                                                              | Ocean Gray                                                       | океанско сиво                                                    |                                                                  |
| 5-N                                                              | Navy Blue                                                        | тъмно сиво-син                                                   |                                                                  |
| BK / 82 (#13)                                                    | Dull Black                                                       | матовочерен                                                      |                                                                  |
| 20-B                                                             | Deck Blue                                                        | сиво-син                                                         |                                                                  |

## Модернизации

### Слевоенни модернизации
След края на Вторта световна война на линкорите от типа „Айова“ е планирана замяната на четиристволните „бофорси“ със 76-мм установки. Планира се поставянето на 16 сдвоени 76-мм установки Mk.33 под управлението на шест КДП Mk.56 и четири Mk.63. Но след войната съкращаването на отделяните за флота средства не позволват реализирането на тази програма, а самите кораби са извадени в резерва.
По време на изваждането им от резерва за участие в Корейската война линкорите преминават неголяма модернизация. Всички единични 20-мм „ерликони“ са заменени с 20-мм двуцевки, при това броя на „ерликоните“ намалява. Малко е усъвършенствано радиоелектронното оборудване. Вместо катапултите на кърмата е направена вертолетна площадка.
Готовността на недостроения „Кентъки“ съставлява 73%, и съществуват няколко плана за неговото използване. Първоначално искат да го достроят по проекта SCB-19 като „линкор за ПВО“. В качеството на основно оръжие трябва да се използва артилерийската система „Ероу“/ „Зеус“. За системата се разработват 203-мм гладкостволни оръдия и специалните оперени зенитни снаряди „Ероу“, по-късно преименувани на „Зеус“. Снарядът е подкалиберен – 102 мм, с реактивен двигател, въртящ снаряда около оста. Разработката на системата е прекратена в началото на 1950-те, във връзка с което и предлагаемото преоборудване на „Кентъки“ също не се състои.
През 1955 г. за „Кентъки“ има план да бъде преоборудван в ракетен линкор (BBC). Премахва се една 406-мм кула, а зенитната артилерия е съкращава до шест 127-мм/54 установки и 10 76-мм/50 сдвоени автомата. В качеството на ракетно въоръжение е планирано са се постави една пускова установка за крилатите ракети SSM-N-8 Regulus („Регулус“) и два ракетни комплекса „Териер“ или „Талос“. Стойността на модернизацията трябва да бъде 123 – 130 милиона долара.
След година за пускане на крилатите ракете решават да оборудват две шахти, а 16 ракети „Регулус II“ или „Тритон“ трябва да се съхраняват хоризонтално в погреб. По-късно на линкора е решено да се поставят балистичните ракети „Поларис“. Разчетната стойност на преоборудването на „Кентъки“ достига 181 млн. долара.
През 1959 г., във финалния проект, се отказват от балистичните ракети и артилерията, увеличавайки броя на зенитните ракети и добавяйки противолодъчните ракето-торпеда ASROC. Радиоелектронното въоръжение трябва да стане напълно ново. Но към това време самия „Кентъки“ вече го няма. На 6 май 1956 г. „Уисконсин“ се сблъсква с разрушителя „Итон“ (DD-510). Носовата му част е сериозно повредена, и тя просто е взета от „Кентъки“, отрязвайки от него 20,7-м секция маса 120 т. А две години по-късно, на 9 юни 1958 г., „Кентъки“ е изключен от списъците на флота и е продаден за скрап. Заедно с кораба в небитието отиват и плановете за неговата модернизация.
Съществуват и планове за модернизацията и на намиращите се в строй линкори от типа „Айова“. Най-радикалният е проектът от 1962 г. по преоборудването на „Айовите“ в ударни десантни кораби. Съгласно този проект на демонтаж подлежат кърмовата 406-мм кула и по-голямата част от 127-мм артилерия. На кърмата се построява хангар за 10 десантни вертолета, асансьор и хранилище за авиационно гориво с обем 675 т. В централната част на корпуса на шлюпбалки се поставят по всеки борд три десантни катера LCM-6. Под кила се поставя хидроакустичната станция AN/SQS-23. Но към началото на 1960-те се отказват от този проект.
В течение на 1950-те на „Айовите“ се провеждат редица несъществени модернизации. Свалени са всички 20-мм автомати. На „Ню Джърси“ и „Уискосин“ е намален броя на 40-мм „бофорси“. Погребите на кула №2 са преоборудвани за съхранението на десет ядрени снаряда Mk.23 и на девет практически Mk.24. През по-голямата част от времето снарядите се съхраняват на брега. Фактически ядрените боеприпаси са товарени само на борда на „Айова“ и „Уисконсин“, а стрелба с практически снаряди провежда само „Уисконсин“. В периода 1954 – 1955 г. на „Айова“ и „Ню Джърси“ са поставени новите КДП Mk.56 и Mk.63. КДП Mk.56 с радара Mk.35 може да се използва и за управлението на 127-мм оръдия. Най-ефективен огън е воден, ако един КДП управлява две установки Mk.28.
Променя се и радиолокационното въоръжение. В периода 1951 – 1952 г. на „Ню Джърси“, „Айова“ и „Уисконсин“ е поставена РЛС за откриване на въздушни цели SPS-6. През 1955 г. на двата последни тя е заменена с SPS-12. В периода 1953 – 1955 г. на всички линкори са монтирани радиовисокомерът SPS-8 с антена на бизанмачтата. „Уисконсин“, през 1953 г., вместо РЛС за откриване на надводни цели SG-6, получава новата SPS-4.
Ценността на линкорите в епохата на ракетните кораби не е голяма. През февруари 1955 г. в резерва е изваден „Мисури“, а в течение на 1957 – 1958 г. и трите останали линкора. При това към 1963 г. американците изключват от списъците на флота намиращите се в резерва 11 линкора от други типове, и четирите „Айови“ остават единствените линкори във флота на САЩ.
След изваждането от резерва по линкора са необходими скъпоструващи модернизация и обучение на нов екипаж, за това по време на войната във Виетнам от резерва е изведен само един линкор от типа „Айова“ – „Ню Джърси“. Той преминава модернизация от 1 август 1967 г. до 6 април 1968 г. във Филаделфия. От кораба са свалени всички 40-мм автомати, но КДП Mk.56 е оставен за управляване на 127-мм оръдия. На кърмата е оборудвана вертолетна площадка за обслужване на безпилотния противолодъчен радиоуправляем вертолет система DASH (Drone Anti-Submarine Helicopter).
Оставен е радарът SPS-6. Вместо радара SG-6 е поставен нов SPS-10. Свален е радиовисокомерът SPS-8. Линкорът се планира да бъде използван в качеството на щабен кораб, за това са поставени съвременни средства за свръзка, системи за отразяване на тактическата обстановка и управление на действията на корабите NTDS (Naval Tactical Data System) и за контрол на въздушната обстановка TACAN. За защита от ПКР е поставена апаратура за РЕБ с четири пускови установки ULQ-6 за неуправляеми ракети (модифицираните НАР „Зуни“) с диполни отражатели.

### Модернизация от 1980-те години
През 1970-те години, във времената на Студената война, редица специалисти повдигат въпроса за разконсервацията на линкорите от типа „Айова“. В качеството на обосновка на това решение е приведен разчет на стойността на доставката на боеприпаси към целта. 406-мм оръдия на „Айовите“ за 30 минути могат да изстрелят 270 фугасни 862-кг снаряда с обща маса 232,7 т. Авиокрилото на атомния самолетоносач „Нимиц“ (USS Nimitz (CVN-68)), при условие извършване от всеки самолет на три полета, за ден може да пусне по целта 228,6 т бомби. При това стойността на доставка на един тон „боеприпаси“ за линкора съставлява 1,6 хил. долара, а за „Нимиц“ – 12 хил. долара. Ясно е, че сравнението на доставляемата маса боеприпаси „математично“ не е напълно коректно, за това че авиацията може извършва удари на големи разстояния. Освен това, благодарение на голямата маса взривно вещество бомбата има голяма площ на поражение – в хода на бомбардировките над японските градове през 1945 г. по статистика фугасния 406-мм 862-кг снаряд разрушава железобетонните здания на площ от 130 м², а фугасната бомба с калибър 908 кг – на площ от 819 м². Въпреки това, в хода на бойните действия през Втората световна, Корейската и Виетнамската война възникват немалко задачи, които тежката артилерия на корабите може да реши най-ефективно. Своята роля изиграва и това обстоятелство, че в арсеналите има 20 хиляди 406-мм снаряда и 34 резервни ствола за оръдията.
В резултат се ражда предложението като допълнение към авионосните ударни групи CBG (на английски: Carrier Battle Group) са се създадат четири надводни бойни групи SAG (на английски: Surface Action Group). Ядрото на надводната бойна група трябва да стане модернизиран линкор от типа „Айова“. Допълнително във всяка бойна група трябва да влеза ракетен крайцер от типа „Тикондерога“ и три ракетни разрушителя. Надводната група, според замисъла, може да провежда както самостоятелни операции, таа и съвместни операции с авиоционите групи.
Предложението е одобрено от Конгреса на САЩ през пролетта на 1980 г. През 1981 г. по време на дебатите в Сената се изяснява, че изваждането на „Ню Джърси“ в резерв по време на войната във Виетнам е свързано не с неговата ниска ефективност, а е по политически мотиви – администрацията на Никсън иска да започне преговори с правителството на Демократична република Виетнам и в тази ситуация интензивните обстрели по брега могат само да попречат на дипломатите.
Въпреки това администрацията на президента Джими Картър не одобрява скъпоструващата разконсервация на линкорите. Идеята е подкрепена от президента Роналд Рейгън, който заема Белия дом в началото на 1981 г. От Конгреса е утвърдена програма за „реанимация“ на линкорите на стойност над 1,5 милиард долара. Първи през модернизацията трябва да мине „Ню Джърси“, а последен – „Уисконсин“. Счита се, че, независимо от 40-годишната си възраст, линкорите са провели в активна експлоатация само от 11 до 13,5 години и за това ще могат да останат в строя на ВМС до 2005 г.
Разглеждат се варианти за преоборудването на линкорите в десантно-щурмови кораби. За сметка на свалянето на кърмовата кула на ГК на кърмата може да се оборудва хангар с асансьор и полетна палуба под ъгъл с площ около 3000 м². В качеството на авиационно въоръжение може да се използват тежките десантни вертолети СН-53Е или самолетите с вертикален старт и кацане AV-8A. Пред носовата група 406-мм кули може да се постави сдвоена установка за ЗРК „Стандарт“, 127-мм установки Mk.28 се заменят със съвременните Mk.71. Разглеждана е и възможността да се поставят универсални пускови модули на за вертикално изстрелване на ракети. Въпреки това, всички тези варианти са отклонени основно поради съображения за високата им стойност, и е решено да се проведе по-проста модернизация.
В хода на модернизацията са демонтирани четири от десетте 127-мм установки. На тяхно място са разположени осем бронирани четворни пускови установки Mk.143 за крилатите ракети BGM-109 „Томахоук“ за стрелба по наземни цели с общ боезапас от 32 ракети. Допълнително са поставени четири установки Mk.141 с по четири пускови контейнера във всяка за 16 противокорабни ракети RGM-84 „Харпун“.
За близка противоракетна отбрана са поставени четири зенитни артилерийски комплекса Mk.15 „Вулкан-Фаланкс“. Всеки комплекс се състои от шестстволно 20-мм оръдие М61 „Вулкан“, стабилизирано по две плоскости, и автономна радиолокационна система за управление на огъня. Техническата скорострелност на комплекса е 3000 изстрела в минута. Боезапасът на един комплекс съставлява 8000 патрона, т.е. 32 000 патрона на кораб. Също така на надстройките са разположени пет стационарни позиции за преносимите зенитни ракетни комплекси „Стингър“.
Напълно е обновено радиолокационното оборудване. На „Ню Джърси“ и „Айова“ РЛС за откриване на надводни цели AN/SPS-10 са модернизирани до нивото AN/SPS-67, втората двойка линкори изначално получава нови РЛС. В качеството на РЛС за далечно въздушно наблюдение е поставена AN/SPS-49. Поставени са навигационният комплекс LN-66, системата за контрол на въздушната обстановка TACAN, комплекс за спътникова свръзка ОЕ-82, комплексната система за отразяване на тактическата обстановка и управление на действията на кораба NTDS. В качеството на средства за радиоелектронна борба е поставен комплексът SLQ-32 (V), в състава на който за поствяне на фалшиви радиолокационни цели влизат осем 18-стволни установки за диполни отражатели Mk.36 RBOC. За защита от акустични торпеда е поставена системата SLQ-25 „Никси“ с буксируем контейнер-„примамка“.
В кърмовата част е оборудвана площадка за обслужване на вертолети. През декември 1986 г. на „Айова“ допълнително е монтирано устройство за старт и кацане на безпилотни летателни апарати „Pioneer“. За новите системи е необходима електрозахранване с честота 400 кХц, за това са поставени три преобразувателя на честотата. Условията за обитаемост са доведени до съвременните стандарти – всички жилищни помещения са оборудвани с кондиционеране на въздуха, заменена е част от битовата техника. За сметка на замяната на апаратура е съкратена числеността на екипажа – през 1988 г. на „Айова“ той съставлява 1510 души. На „Ню Джърси“ екипажът наброява 1518, на „Мисури“ и „Уисконсин“ – 1515. В съответствие със съвременната мода парните котли са преоборудвани за нов тип гориво, а галюните са оборудвани с цистерни за приемане на отпадните води.
- Пускова установка за КР „Томахоук“
- Пусковите установки на ПКР „Харпун“ и ЗАК „Фаланкс“ на линкора „Ню Джърси“
- БПЛА „Пионер“ в полет
- Работа на екипажа на линкора „Айова“ с БПЛА „Пионер“ след неговото „кацане“ в спасителната мрежа

Въоръжение
- 9 × 406 мм/50 Mk.7 (2 носови, 1 кърмова триоръдейни кули)
- 12 × 127 мм/38 Mk.12 (6 двуоръдейни кули)
- 32 × BGM-109 КР „Томахоук“
- 4×6 20 мм/76 „Mk.15 Phalanx“

Електронно оборудване
Според данните.
- 1 × AN/SPS-49 — радар за далечен въздушен обзор;
- 1 × AN/SPS-10F — радар за далечен обзор на повърхността;
- 1 × LN-66 – навигационен радар;
- 4 × СУО Mk.37 + 4 радара Mk.25
- 2 × СУО Mk.38 + 2 радара Mk.13
- 1 × СУО Mk.40 + 1 радар Mk.27
- 2 × СУО Mk.51
- 6 × СУО Mk.56
- 4 × СУО Mk.37
- 2 × СУО Mk.63 + 2 радара Mk.34
- 1 × AN/SLQ-31(V)3 — система РЕБ
- 1 × Боен команден център (Combat Engagement Center)
- 8 × Mk.36 Super RBOC
- 2 × WSC-3 – система спътникова свръзка.

## Представители на проекта
Според данните.
| Название                           | Корабостроителница     | Поръчан    | Заложен/ Начало на реко- нструкцията | Спуснат на вода | В строй                                     | Резерв/Отписан                              | Съдба |
| ---------------------------------- | ---------------------- | ---------- | ------------------------------------ | --------------- | ------------------------------------------- | ------------------------------------------- | --- |
| „Айова“ USS Iowa (BB-61)           | New York Navy Yard     | 01.07.1939 | 27.06.1940 09.1982                   | 27.08.1942      | 22.02.1943 25.08.1951 28.04.1984            | 24.03.1949 24.02.1958 26.10.1990            | С лятото на 2012 г. на вечна стоянка в качеството на кораб музей в пристанището Сан Педро (Лос Анджелис)           |
| „Ню Джърси“ USS New Jersey (BB-62) | Philadelphia Navy Yard |            | 16.09.1940 06.1981                   | 07.12.1942      | 23.05.1943 21.11.1950 06.04.1968 28.12.1982 | 30.06.1948 21.08.1957 17.12.1969 08.02.1991 | Изваден в резерва на 8 февруари 1991 г. През 1999 г. е превърнат във военноморски музей в град Камдън (Ню Джърси). |
| „Мисури“ USS Missouri (BB-63)      | New York Navy Yard     |            | 06.01.1941 08.1984                   | 29.01.1944      | 11.06.1944 10.05.1986                       | 26.02.1955 31.03.1992                       | От 4 май 1998 г. превърнат в кораб музей в Пърл Харбър                                                             |
| „Уисконсин“ USS Wisconsin (BB-64)  | Philadelphia Navy Yard |            | 25.01.1941 08.1986                   | 07.12.1943      | 24.09.1944 03.03.1951 22.10.1988            | 01.07.1948 08.03.1958 30.09.1991            | Отписан на 30 септември 1991 г. На 12 февруари 1998 г. е превърнат в кораб музей в град Норфолк.                   |
| „Кентъки“ USS Кентукки (BB-65)     | Philadelphia Navy Yard |            | 12.06.1944                           |                 |                                             | 09.06.1958                                  | Не влиза в строй, предаден за скрап на 31 октомври 1958 г.                                                         |
| „Илинойс“ USS Illinois (BB-66)     | Norfolk Navy Yard      |            | 15.01.1945                           |                 |                                             | 12.08.1945                                  | Не влиза в строй, предаден за скрап на 31 октомври 1958 г.                                                         |

## История на службата

### „Айова“
След влизането си в строй „Айова“ се базира в Арджентия на остров Нюфаундленд. От август до септември 1943 г. линкорът се намира в готовност за отплаване за прихващането на германския линкор „Тирпиц“. От 13 ноември до 16 декември 1943 г. на „Айова“ плава президентът на САЩ Франклин Рузвелт. Отначало „Айова“ доставя Рузвелт в Казабланка, оттам той се насчова за Техеранската конференция, а след нейния край линкорът доставя президента обратно в САЩ. На 2 януари 1944 г. „Айова“ е изпратен в Тихия океан. Тук „Айова“ влиза в състава на охраната на бързоходното авионосно съединение TF.58 и заедно с него взема участие в редица операции. На 23 януари 1944 г. линкорът осъществява поддръжката на авионападението над атолите Куаджалин и Ениветок. На 16 февруари корабът взема участие в бой с отряд японски кораби и в потопяванетп на учебния крайцер „Катори“. По време на рейдовете на съединението „Айова“ обстрелва японските позиции на островите в Тихия океан: 18 март – Мили, 1 май – Понпей, 13 юни – Сайпан и Тиниан. „Айова“ взема участие в сражението във Филипинско море от 19 – 20 юни 1944 г., сваляйки при това 3 самолета.
През септември – октомври 1944 г. линкорът се занимава с прикритието на авионосното съединение, нанасящо въздушни удари по Филипините, островите Рюкю и Формоза. На 17 декември, по време на щорм, получава повреди по нарушаването на линията на един от гребните валове. От 15 януари до 19 март 1945 г. се намира в ремонт в Сан Франциско.
На 15 април „Айова“ се връща в зоната на бойните действия, пристигайки на остров Окинава за поддръжка на десантната операция там. В състава на бързоходно авионосно съединение линкорът участва в рейда над Кюшу, обстрелвайки на 15 юли японския град Муроран, на 17 – 18 юли град Хитачи, а на 29 – 30 юли остров Кахоолаве. На 29 септември, за поддръжка на окупационните сили, влиза в Токийския залив. На 20 септември отплава от Япония и 15 октомври пристига в Сиатъл. С това Втората световна война за „Айова“ завършва. За времето на бойните действия линкорът получава девет бойни звезди.
В качеството на флагмански кораб на 5-и флот, от 27 януари до 25 март 1946 г., линкорът се намира в Япония. На 24 март 1949 г. е изваден в резерва, в Лонг Бийч. Във връзка с изострянето на политическата обстановка в Далечния Изток отново е въведен в строй на 25 август 1951 г. В състава на 7-и флот, от 8 април до 17 октомври 1952 г., взема участие в Корейската война. Получава още две бойни звезди.
През 1953 г. преминава ремонт в корабостроителницата на ВМС в Норфолк. След ремонта извършва учебен поход в Източна Индия. През юли 1953 г приема участие в маневрите на НАТО „Маринер“, където действа съвместно с британския линкор „Вангард“.
През 1954 г. „Айова“ извършва ред учебни походи в Карибския басейн. От януари до април 1955 г. извършва поход към Средиземно море. След това линкорът влиза в Норфолк за четиримесечен ремонт, по времето на който са заменени стволовете на 406-мм оръдия. През януари 1957 г. „Айова“ отново е в поход в Средиземно море. Връщайки се у дома, „Айова“, на 13 юни 1957 г., взема участие в международния парад на Хемптънския рейд. На 24 февруари 1958 г. линкорът е изваден в резерв във Филаделфия.
След приемането на решението за връщането му в строй „Айова“, на 1 септември 1982 г., влиза за модернизация. Въведен е в строй на 28 април 1984 г. В периода май – юни линкорът прави учебен поход по Карибския басейн със стрелби при бреговете на Пуерто Рико. След това, от 8 до 26 август, носи патрулна служба при крайбрежието на Гватемала и Никарагуа, взема участие в маневрите при Пуерто Рико от 1 до 20 ноември 1985 г. През февруари 1985 г. се занимава с „демонстрация на флага“ при бреговете на Коста Рика и Хондурас. От 26 април до 31 юли 1985 г. „Айова“ преминава ремонт и докуване в Норфолк и след завършването на ремонта отплава за Европа за участие в маневрите „Ocean Freedom“. В периода август – септември 1985 г. линкорът посещава Хавър, Копенхаген и Осло. През октомври приема участие в ученията „Baltops-85“ на Балтика. Посещава Кил и на 5 ноември се връща в Норфолк. През 1986 г. извършва две плавания в Карибско море. През септември взема участие в поредните маневри на НАТО, след което посещава Портсмът и Бремерхафен.
От 9 декември 1986 до 26 февруари 1987 г. линкорът плава в Карибско море с посещения в Гуантанамо, порты Гондураса, Колумбия, Пуерто Рико и Виргинските острови. През май 1987 г. извършва учебни походи към Пуерто Рико и в Западния Атлантик. Линкорът е преведен в състава на 6-и флот, и на 10 септември 1987 г. „Айова“ влиза в Средиземно море. На 8 октомври 1987 г. извършва посещение на Истамбул. От 22 октомври до 8 ноември 1987 г. линкорът участва в маневрите на НАТО в Северно море, с посещение на Тронхайм. На 25 ноември 1987 г. преминава Суецкия канал и на 4 декември пристига в базата на САЩ на остров Диего Гарсия. От декември 1987 до февруари 1988 г. „Айова“ нози патрулна служба в Арабско море и Персийския залив. На 20 февруари 1988 г. преминава Суецкия канал и на 10 март пристига в Норфолк. От 21 до 25 април 1988 г. линкорът взема участие в морския парад в Ню Йорк.
През пролетта на 1989 г. „Айова“ провежда поредния си учебен поход в Карибския басейн. На 19 април 1989 г., по време на учебни стрелби, става взрив в кула ГК №2, който води до гибелта на 47 човека. След взрива „Айова“ не е възстановяван. На 26 януари 1990 г. корабът е изваден в резерва, където и се намира до 27 октомври 2011 г., когато е преведен от стоянката на резервния флот Сюисан Бей (на английски: Suisun Bay Reserve Fleet) в порт Ричмънд (щата Калифорния) за пребоядисване и обновление. На 27 май 2012 г., в деня на 75-летието си, корабът е отбуксиран под моста Голдън Гейт към последната си стоянка в порта на Лос Анджелис.

### „Ню Джърси“
След приключване на ускорен цикъл за бойна подготовка „Ню Джърси“ е изпратен в Тихия океан. Преминавайки на 7 януари 1944 г. Панамския канал, линкорът пристига на 22 януари 1944 г. при атола Фунафути, след което влиза в състава на охранението на бързоходното авионосно съединение TF.58. За първия си боен поход отплава на 29 януари 1944 г. На 16 февруари 1944 г. приема участие в боя с отряд японски кораби, съвместно с други американски кораби потопява въоръжения траулер „Шонан Мару № 15“ и разрушителя „Майкадзе“. По време на рейдовете на авионосното съединение води обстрел на японските позиции на островите в Тихия океан – 18 март по Мили, от 29 до 30 април срещу Трук, 1 май над Понапе, 12 юни над Сайпан и Тиниан. На 19 юни 1944 г. взема участие в сражението във Филипинско море, помагайки за отразяване на атаките на японските самолети. От 9 до 30 август се намира в Пърл Харбър. След завръщането си в зоната на бойните действия продължава да съпровожда бързоходното авиационно съединение. Приема участие в нанасянето от съединението на удари по Филипините в периода септември – декември 1944 г., срещу Формоза, Индокитай, Хонконг и Амою през януари 1945 г., по Иво Джима, Окинава и Токио в периода февруари – март 1945 г. На 24 май 1944 г. обстрелва цели по остров Окинава. От май до юни 1945 г. линкорът се ремонтира в корабостроителницата на ВМС „Пюджет Саунд“ в Бремъртън. На 4 юли отплава за Пърл Харбър и след това към Ениветок. На 8 август 1945 г. обстрелва остров Уейк. От 17 септември до края на 1945 г. се намира в Токийския залив в състава на силите за поддръжка на окупационните войски. На 10 февруари 1946 г. пристига в Сан Франциско, доставяйки 1000 демобилизирани войника. За времето на Втората световна война „Ню Джърси“ е награден с девет бойни звезди.
През 1946 г. „Ню Джърси“ се ремонтира в „Пюджет Саунд“. На 23 май 1947 г. е зачислен в състава на Атлантическия флот. От 7 юни до 18 юли 1947 г. извършва поход към Европа, с посещения на Осло и Портсмът. През септември 1947 г. провежда учения в Карибско море. На 30 юни 1948 г. е изваден в резерва, намирайки се в Байон, щата Ню Джърси. На 21 октомври 1950 г. е изваден от резерва. На 16 април 1951 г., след провеждането на учебен поход в Карибско море, отплава от Норфолк към Далечния Изток. На 17 май 1951 г. пристига при бреговете на Корея, ставайки флагмански кораб на 7-и флот. До 14 ноември 1951 г. линкорът участва в бойните действия, получавайки, на 20 май 1951 г., попадение на снаряд от севернокорейска брегова батарея. На 20 декември 1951 г. се връща в Норфолк и влиза за шестмесечен ремонт. От 19 юли до 5 септември 1952 г. се намира на поход в европейски води, посещава Шербур и Лисабон. След това се намира в Карибско море. На 5 март 1953 г. отново отплава от Норфолк за бреговете на Корея. От 12 април до 28 юли 1953 г. повторно участва в Корейската война. По време на похода посещава, на 5 април и 14 октомври, Йокосука, на 20 август Хонконг и на 16 септември Пусан, връща се в Норфолк на 14 ноември 1953 г. За времето на бойните действия в Корея получава четири бойни звезди.
1954 и 1955 г. линкорът провежда в учебни плавания по Атлантическия океан и Карибско море. От 7 септември 1955 г. до 7 януари 1956 г. „Ню Джърси“, в състава на 6-и флот, се намира в Средиземно море. За това време той нанася визити на Гибралтар, Валенсия, Барселона, Кан, Истамбул и залива Суда на Крит. От 27 август до 15 октомври, в Северния Атлантик, участва в маневри на НАТО, посещавайки при това Осло и Лисабон. На 21 август 1957 г. е изведен в резерва в Байон.
На 6 април 1968 г. отново е въведен в строй и до 16 май 1968 г. преминава ремонт във Филаделфия. На 11 юни 1968 г. пристига в Лонг Бийч, откъдето, на 3 септември 1968 г., отплава за Южнокитайско море. От 25 септември 1968 г. до 31 март 1969 г. „Ню Джърси“ взема участие във войната във Виетнам, награден е за това с 2 бойни звезди. На обратния път за САЩ е екстренно включен в състава на бойно съединение в Японско море. Изострянето на обстановката в района на Корея е свързано със свалянето от севернокорейски изтребител, на 14 април 1968 г., на американскио разузнавателен самолет ЕС-121. При това загиват 31 души. Заповедта е отменена, и на 5 май „Ню Джерси“ пристига в Лонг Бийч. На 17 декември 1968 г. линкорът за пореден път е изведен в резерва, сега в Бремертън.
На 27 април 1981 г., след приемането на решението за реактивацията му, „Ню Джърси“ е изпратен в Лонг Бийч за модернизация. Въведен е в строй на 28 декември 1982 г. На 10 май 1983 г. от борда на линкора е осъществен учебен пуск на крилата ракета „Томахоук“. От юни до юли 1983 г. „Ню Джърси“ извършва поход към Пърл Харбър, Манила, Субик Бей и към бреговете на Никарагуа. През септември 1983 г. е изпратен в Средиземно море. Два пъти, на 14 декември 1983 г. и на 8 февруари 1984 г., обстрелва позиции на сирийската армия в Южен Ливан. От пролетта на 1984 до януари 1985 г. преминава ремонт и докуване. От януари до май 1986 г. участва в маневри в Тихия океан, намирайки се от август при бреговете на Тайланд. На 11 декември 1986 г. се връща в Лонг Бийч. От 1987 до 1989 г. приема участие в редица учебни походи и маневри на флота. На 8 февруари 1991 г. е изваден от бойния състав и оставен в Бремертън. През ноември 1999 г. е отбуксиран във Филаделфия и поставен като кораб музей.

### „Мисури“
След приключването на ускорения курс по бойна подготовка „Мисури“, от 11 до 18 ноември 1944 г., извършва преход от Норфолк към Сан Франциско. На 13 януари 1945 г. линкорът пристига на Улити и влиза в състава на бързоходното авионосно съединение TF.58, ставайки флагмански кораб на командващия съединението адмирал Марк Митшер. През периода януари – март 1945 г., заедно със съединението, нанася удари по цели на Японските острови. На 19 февруари обстрелва Иво Джима. През февруари сваля 5 японски самолета. На 24 март 1945 г. с артилерийски огън поддържа стоварването на десанта на Окинава. На 11 и 16 април е подложен на атаки на камикадзе, като получава леки повреди. На 5 май 1945 г. съединението е подложено на масирана атака на камикадзе, по време на която „Мисури“ успява да свали от 5 до 6 самолета. От 27 май до 6 юни 1945 г. прикрива авионосното съединение по време на бомбардировките на остров Кюшу. От 13 юни до 8 юли 1945 г. „почива“ в залива Лейте. След това продължава да действа при японското крайбрежие, обстрелвайки на 15 юли Муроран и на 17 – 18 юли Хитачи. На 29 август влиза в Токийския залив. Тук, на 2 септември, на борда на „Мисури“ се състои церемонията по подписването на акта за безусловната капитулация на Япония. На 6 септември линкорът напуска Токийския залив, след това посещава Гуам и Пърл Харбър и на 23 октомври пристига в Ню Йорк, влизайки за ремонт. За времето на Втората световна война „Мисури“ получава три бойни звезди.
Началото на 1946 г. заварва линкора в учебен поход за Куба. От 22 март до 9 май 1946 г. „Мисури“ се намира в Средиземно море, извършвайки посещения на Истамбул, Пирея, Алжир и Танжер. След няколко похода по Атлантика, на 30 август 1947 г., посещава с визита Рио де Жанейро. На обратния път за САЩ, от 7 до 19 септември, се занимава с доставката в Норфолк на намиращия се на посещение в Бразилия президент Хари Труман. От 23 септември 1947 до 10 март 1948 г. линкорът преминава ремонт. След излизането от ремонта „Мисури“ извършва учебен поход към Гуантанамо, а през ноември 1948 г., за три седмици, провежда поход в арктически води. От 23 септември 1949 г. до 17 януари 1950 г. пак преминава ремонт и модернизация в Норфолк. На 17 януари 1950 г., по време на изпитанията, засяда на плитчина в Чесапийкския залив. Свален е от плитчината едва на 1 февруари 1950 г., след което на линкора отново му се налага да влезе за спешен ремонт на получените повреди. Те не са напълно отстранени, и на 19 август 1950 г. „Мисури“ отплава за бреговете на Корея. От 15 септември 1950 до 19 март 1951 г. приема участие в бойните действия на Корейската война. На обратния път, от 23 до 28 март 1951 г., извършва заход към Йокосука и на 27 април 1951 г. се връща в Норфолк. През лятото на 1951 г. „Мисури“ извършва два учебни похода към Северна Европа. От 18 октомври 1951 до 30 януари 1952 г. преминава ремонт в Норфолк. След ремонта извършва учебен поход до Гуантанамо, от февруари до юни 1952 г. След това, на 11 септември 1952 г., отново отплава към бреговете на Корея. От 25 октомври 1952 до 25 март 1953 г. повторно участва в бойните действия. За времето на Корейската война „Мисури“ получава пет бойни звезди.
На 4 май 1953 г. се връща в Норфолк и от 20 ноември 1953 до 2 април 1954 г. преминава ремонт. След това извършва учебен поход за Европа, от 7 юни до 3 август 1954 г., като междувременно посещава Лисабон и Шербур. На 26 февруари 1955 г. е изваден в резерва в Бремъртън. Намирайки се в резерва, е отворен за посещения в качеството на кораб музей, приемайки ежегодно до 100 000 посетителя. След приемането на решението за влизане в строй, от 14 до 25 май 1985 г., е преведен за модернизация в Лонг Бийч. Отново е въведен в строй на 10 май 1986 г. От Лонг Бийч отплава за плаване. Намира се на него от 10 септември до 19 декември 1986 г., преминавайки през Пърл Харбър, Сидни, Диего Гарсия, Суецкия канал, Истамбул, Лисабон, Панамския канал и след това се завръща в Лонг Бийч. От 27 юли 1987 г. до 19 януари 1988 г се намира в поход през Арабско море и Персийския залив. В периода 1988 – 1990 г. линкорът участва в маневрите „Rimpac-88“ и „Rimpac-90“, по време на които посещава Ванкувър и Пусан. От 17 януари до 28 февруари 1991 г. взема участие в бойните действия срещу Ирак. На обратния път за САЩ посещава австралийските Пърт и Хобарт. През май 1991 г., след пристигането си в САЩ, посещава Сиатъл, Ванкувър и Сан Франциско. На 7 декември 1991 г. се намира в Пърл Харбър на мемориалните мероприятия по повод 50-ата годишнина от атаката на Япония над Пърл Харбър. На 31 март 1992 г. линкорът е изваден от състава на флота и се остава в Бремъртън. На 23 май 1998 г. преминава в Пърл Харбър и е поставен на вечна стоянка при остров Форд. От 29 януари 1999 г. „Мисури“ е открит за посещения.

### „Уисконсин“
Завършвайки цикъла на бойна подготовка, „Уисконсин“, на 24 септември 1944 г., отплава от Норфолк за Тихия океан и пристига на атола Улити на 9 декември 1944 г. Включен е в състава на бързоходно авионосно съединение. Съпровожда го по време на нанасянето на въздушни удари през януари 1945 г. по Лусон и Формоза, през февруари – по Япония и Иво Джима. От май до юни 1945 г. прикрива самолетоносачите по време на рейдовете по японското крайбрежие, през юли обстрелва Мурорна и Хитачи. Последната операция на линкора става прикритието на рейда срещу Токио от 13 август 1945 г. На 5 септември „Уисконсин“ влиза в Токийския залив и на 23 септември пристига на Окинава. Вземайки на борда си завръщащи се вкъщи американски войници, отплава за САЩ. На 4 октомври линкорът пристига в Пърл Харбър, а на 15 октомври – в Сан Франциско. За времето на бойните действия „Уисконсин“ е награден с пет бойни звезди. Преминавайки, на 23 септември 1945 г., Панамския канал, линкорът пристига на източното крайбрежие на САЩ. На 18 януари 1946 г. взема участие в парада на Хемптънския рейд. Лятото на 1946 г. линкорът провежда в ремонт в Норфолк. Със завършването на ремонта, през ноември 1946 г., „Уисконсин“ прави поход по протежение на бреговете на Южна Америка, посещавайки във Валпараисо, Каляо и Гуайра. От юни до юли 1947 г. се намира в поход към Северна Европа. На 1 юли 1947 г. е изваден в резерва, в Норфолк. На 3 март 1951 г. е реактивиран и отново влиза в строя на флота. Отплавайки от Норфолк, извършва учебно плаване с посещения на Единбург, Лисабон, Халифакс, Ню Йорк и Гуантанамо. Връща се в Норфолк и вече оттам, на 25 октомври 1951 г., отплава към Тихия океан, на 26 ноември посещава Йокосука. От 2 декември 1951 до 1 април 1952 г. взема участие в Корейската война. На 15 март 1952 г. е обстрелян от брегова батарея и получава попадение на снаряд. За времето на бойните действия в Корея получава една бойна звезда. Връщайки се в САЩ, на 4 – 5 април, взема участие в изпитанията на най-големия американски плаващ док на Гуам. Пристига в Лонг Бийч на 19 април 1952 г., а след това, през Панамския канал, се връща в Норфолк. В периода юни – юли 1952 г. извършва учебен поход към Европа, посещава Грийнок, Брест и Гуантанамо. На 25 август 1952 г. отплава от Норфолк за участие в учения на НАТО, с визити в Грийнок и Осло. След ремонт в Норфолк, през февруари 1953 г., се отбива в Куба и на 9 септември 1953 г. отплава за Далечния Изток, където сменя „Ню Джърси“ в качеството на флагмански кораб на 7-и флот. Връща се в Норфолк на 4 май 1954 г. На 12 юни 1954 г. излиза за пореден учебен поход в европейски води, посещава Грийнок, Брест и на обратния път Гуантанамо.
В края на 1954 г. преминава ремонт в Норфолк. През януари 1955 г. посещава Хаити, а лятото на 1955 г., по време на учебен поход, отново посещава европейски портове – Единбург и Копенхаген, при завръщането си вкъщи престоявайки в Гуантанамо. В края на 1955 г. отново преминава ремонт в Ню Йорк. От януари до март 1956 г. извършва учебен поход с посещение на Хаити, Мексико и Колумбия. На 6 май 1956 г. се сблъсква с разрушителя „Итън“. Носовия край на линкора е силно повреден, и по време на ремонта му, от 13 май до 28 юни 1956 г., той получава носовата секция от недостроения еднотипен линкор „Кентъки“. Връщайки се в строй „Уисконсин“ извършва, от 9 юли до 31 август 1956 г., учебен поход в Европа, посещавайки Грийнок, Барселона и, на обратния път, Гуантанамо. След това, от 3 януари до 7 февруари 1957 г., линкорът извършва поход към бреговете на Куба и Пуерто Рико, провеждайки практически стрелби. От 27 март до 27 май 1957 г. извършва поход в Средиземно море, където взема участие в учения на НАТО. Посещава Гибралтар, Неапол и Валенсия. От 19 юни до 5 август 1957 г. извършва поход в Тихия океан, достигайки до Валпараисо и връщайки се обратно. От 14 септември до 22 октомври 1957 г. пак се насочва към бреговете на Европа, посещавайки Клайд и Брест. На 8 март 1958 г. линкорът е изведен в резерва в Байон. След приемането на решението за разконсервацията му, на 8 август 1986 г., е отбуксиран за модернизация в Ню Орлиънс. Влиза в строй на 22 октомври 1988 г. От януари до февруари 1991 г. взема участие в бойните действия срещу Ирак. На 30 септември 1991 г. е изваден от състава на бойния флот. От 16 април 2001 г. е поставен в качеството на кораб музей в Норфолк.

### „Илинойс“ и „Кентъки“
Корпусите на линкорите „Илинойс“ и „Кентъки“ изначално са заложени като корпуси на „Монтана“ и „Охайо“, първия и втория от линкорите на типа „Монтана“; обаче приемането на Извънреднаtа военна корабостроителна програма на 19 юли 1940 г. води до това, че двата корпуса са препоръчани като линкори от типа „Айова“ с цел икономия на време при строителството на нови бойни кораби.
Линкорът „Илинойс“ е поръчан на 9 септември 1940 г., заложен е на 15 януари 1945 г. Строителството му е спряно на 11 август 1945 г., когато готовността на кораба съставлява 22% Дострояването му не се възобновява поради липса на средства, и корпусът на кораба е продаден за скрап през септември 1958 .
Линкорът „Кентъки“ е поръчан на 9 септември 1940 г., заложен е на 6 декември 1944 г. Строителството му е прекратено на 17 февруари 1947 г., когато корабът е готов приблизително на 12%. През 1948 г. построяването на кораба се възобновява във връзка с намерението той да бъде завършен по усъвършенстван проект; обаче усъвършенстваният проект така и не е утвърден, и дострояването на кораба се води според предишните чертежи, докато не е окончателно спряно през 1950 г. Корпусът на кораба е фактически „спуснат“ на вода на 20 януари 1950 г. с цел освобождаването на дока за поставянето там за ремонт на линкора „Мисури“. Във връзка с високата готовност на корпуса недостроеният линкор е законсервиран. През 1950-те е обсъждана възможността за дострояването му като ракетоносен кораб, но цената за това се оказва прекалено висока. През 1956 г. носовата секция на линкора е използвана за ремонта на повредения „Уисконсин“, а оставащата част от корпуса е продадена за скрап през 1959 г.

## Оценка на проекта
| ТТХ на линейни кораби, построени 1930 – 1940 г. |                       |                                  |                                  |                                  |                  |                           |                            |                                  |
| характеристики                                  | „Кинг Джордж V“       | „Бисмарк“                        | „Литорио“                        | „Ришельо“                        | „Норт Керолайн“  | „Саут Дакота“             | „Айова“                    | „Ямато“                          |
| Страна                                          |                       | Германска империя (1933 – 1945)  |                                  |                                  |                  |                           |                            |                                  |
| Водоизместимост, стандартна/пълна, т            | 36 727/42 076         | 41 700/50 900                    | 40 724/45 236                    | 37 832/44 708                    | 37 486/44 379    | 37 970/44 519             | 48 425/57 540              | 63 200/72 810                    |
| Артилерия на главния калибър                    | 2×4 и 1×2 – 356-мм/45 | 4×2 – 380-мм/47                  | 3×3 – 381-мм/50                  | 2×4 – 380-мм/45                  | 3×3 – 406-мм/45  | 3×3 – 406-мм/45           | 3×3 – 406-мм/50            | 3×3 – 460-мм/45                  |
| Спомагателна артилерия                          | 8×2 – 133-мм/50       | 6×2 – 150-мм/55, 8×2 – 105-мм/65 | 4×3 – 152-мм/55, 12×1 – 90-мм/50 | 3×3 – 152-мм/55, 6×2 – 100-мм/45 | 10×2 – 127-мм/38 | 8×2 – 127-мм/38           | 10×2 – 127-мм/38           | 4×3 – 155-мм/60, 6×2 – 127-мм/40 |
| Лека зенитна артилерия                          | 4×8 – 40-мм/40        | 8×2 – 37-мм, 12×1 – 20-мм        | 8×2 и 4×1 – 37-мм, 8×2 – 20-мм   | 4×2 – 37-мм                      | 4×4 – 28-мм      | 7×4 – 28-мм, 16×1 – 20-мм | 15×4 – 40-мм, 60×1 – 20-мм | 8×3 – 25-мм                      |
| Брониране на борда, мм.                         | 356 – 381             | 320                              | 70 + 280                         | 330                              | 305              | 310                       | 307                        | 410                              |
| Брониране на палубите, мм                       | 127 – 152             | 50 – 80 + 80 – 95                | 45 + 90 – 162                    | 150 – 170 + 40                   | 37 + 140         | 37 + 146 – 154            | 37 + 153 – 179             | 35 – 50 + 200 – 230              |
| Брониране на кулите на главния калибър, мм      | 324 – 149             | 360 – 130                        | 350 – 150                        | 430 – 170                        | 406 – 184        | 457 – 184                 | 432 – 184                  | 650 – 190                        |
| Брониране на бойната рубка, мм                  | 76 – 114              | 220 – 350                        | 260                              | 340                              | 406 – 373        | 406 – 373                 | 440                        | до 500                           |
| Енергетична установка, к.с.                     | 110 000               | 138 000                          | 130 000                          | 150 000                          | 121 000          | 130 000                   | 212 000                    | 150 000                          |
| Максимална скорост, възела                      | 28,5                  | 29                               | 30                               | 31,5                             | 27,5             | 27,5                      | 32,5                       | 27,5                             |

Компоновката на енергетичната установка на „айовите“, според мнението на много от експертите, е превъзходна. Ешелонната схема на разположение увеличава бойната устойчивост на линкора. За това способства и разположението на котлите в четири отделни котелни отделения, а на ГТЗА – в четири турбинни отделения със свеждането им в носова и кърмова групи с по две отделения от всеки тип. При това вътре в групата ГТЗА могат да се снабдяват с пара от всеки един котел. За достигането на скорост от 32,5 възела мощността на главната енергетична установка на „Айовите“ по сравнение със „Саут Дакота“ е увеличена повече от път и половина – от 130 000 к.с. до 212 000 к.с. Конструкцията на механизмите е опростена, премахнати са турбините за крайцерска скорост, понижено е налягането на парата в котлите от 40,6 до 39,7 атмосфери – тизи мероприятия помагат да се намали относителното тегло на машините с 19% (от 24,89 кг/к.с. до 20,96 кг/к.с.).
В литературата се срещат различни оценки за бойната ефективност на линкорите от типа „Айова“. Линкорите винаги се оценяват по три основни показателя – въоръжение, защита и скорост на хода. Най-много въпроси предизвиква защитата на американския линкор. Масло в огъня налива и дезинформацията на американците, разпространяващи сведения за 457-мм пояс на „Айовите“. След това, като са обнародвани реалните данни за дебелината на броневия пояс, чуждестранните автори, по-рано възхваляващи „Айова“, отиват на другата крайност и започват да оценяват бронирането на американския линкор като отвратително. В едно с това дебелината на главния пояс и хоризонталното брониране е на нивото на другите линкори и осигурява достатъчно нелоша зона на свободно маневриране (ЗСМ). Според разчетите, основани на емпиричните формули, използвани във флота на САЩ от края на 1930-те години, ЗСМ на „Айова“ под обстрел на 406-м/45 оръдия Mk.6 съставлява 16,1 – 28,5 км за 1016-кг снаряд Mk.5 и 18,5 – 23,3 км – за 1225-кг снаряд Мк.8. Под обстрел на собствените 406-мм/50 калибрени оръдия Mk.7 тези стойности намаляват до 19,84 – 29,35 км за снаряда Mk.5 и 21,58 – 25,05 км за снаряда Mk.8. Величините на зоните на неуязвимост се оценяват от специалистите като много добри, особено отчитайки това обстоятелство, че под огъня на европейските линкори тези диапазони са значително по-широки. Традиционно силно е бронирането на кулите на главния калибър и барбетите. Най-слабото място на американските линкори е подводната защита. Поради ограниченията по ширина заради Панамския канал нейната дълбочина не се получава оптимална. По-лошо, този показател е по-слаб само при откровено хилавия това отношение британски „Кинг Джорджа“. При немския „Бисмарк“ тя е съпоставима, а за френския „Ришельо“ и италианския „Литорио“ значително по-голяма – 7 и 7,4 м съответно. Обаче най-големият проблем става избора на неефективна конструкция на противоторпедната защита. Противоторпедната преграда играе едновременно ролята на вътрешен броневи пояс и осигурява добра защита срещу гмуркащи се снаряди. Но за противоторпедната преграда важен параметър е „еластичността“ – способността да се деформира под въздействието на взрива, поглъщайки неговата енергия. Това наличния твърд пояс не може да осигури, и за това, според резултатите на изследванията, проведени през 1939 г., специалистите стигат до извода, че конструкцията на подводната защита на по-рано построените линкори от типа „Норт Керолайн“ е по-ефективна. Във всички случаи даже разчетното значение на устойчивостта на системата на ПТЗ от 317 кг ТНТ е неадекватно за използваните в Тихия океан японски 610-мм торпеда с двойно по-голям заряд от 780 кг TNA. За щастие на американските линкори, те нямат късмета да изпробват здравината на подводната защита при повреди в боя.
Въоръжението на „Айовите“ е много мощно – много по-добро, отколкото на кой и да е европейски линкор, и по мощност отстъпващо само на 460-мм оръдия на японския „Ямато“. За сметка на това американската система за управление на огъня, особено с оглед съвършените артилерийски радари, в края на войната се счита за най-добрата в света, което позволява да се води достатъчно ефективен огън на далечните дистанции, за които и са създадени тежките 1225-кг снаряди на американските линкори. При това европейските линкори въобще са лошо защитени от огъня на американското оръдие. За сметка на голямата начална скорост на 50-калибрени оръдия на „Айовите“, Mk.7 нямат недостатъка на оръдията на Mk.6 на „Саут Дакота“ и обладават добра пробиваемост на вертикална броня. При това при използването на понижения заряд тяхната балистика е подобна на оръдията на „Саут Дакотите“, способни буквално да пречупват палубата на линкорите на противника. Например, британският „Кинг Джордж“ въобще няма ЗСМ против американските снаряди. Над всички похвали е зенитната артилерия. Американците залагат на универсалната артилерия среден калибър и не грешат. 127-мм установки под управлението на КДП Mk.38 всички специалисти признават за най-доброто решение за периода на Втората световна война, добре справящи се със стрелбата както по надводни, така и по въздушни цели. Ако към момента на проектиране малкото зенитно въоръжение е недостатъчно, то в процеса на войната то е значително усилено за сметка на поставянето на многобройни „бофорси“ и „ерликони“. С оглед прекрасните радари и средствата за управление на огъня на зенитното въоръжение „Айовите“ заслужава много високи оценки. САЩ, към края на войната, се явяват безспорен лидер в областта на радиоелектронното въоръжение, за това радиолокационните средства на линкорите от типа „Айова“ се счита, за своето време, най-доброто в света.
„Айова“, съгласно С. А. Балакин, се счита и за най-бързият линкор, развиващ скорост с 1,5 възела повече, отколкото при европейския „рекордьор“ „Виторио Венето“.
Критиците на „Айова“ считат, че в сражение един срещу един с японския „Ямато“ той няма шансове. Но даже ако се допусне вероятността за среща на тези линкори в чисто артилерийски дуел един срещу друг, шансове да излезе победител „Айова“ все пак има. Благодарение на преимуществото по скорост от 6 възела американският линкор може да поддържа изгодната за него далечна дистанция на боя. На далечина примерно от 30 км, поради по-съвършените си системи за управление, такъв огън би бил достатъчно ефективен. На голяма дистанция 1225-кг снаряд на „Айова“ не може да бъде пречка и за 200-мм палуба на „Ямато“. Към това артилерийските боеве на Втората световна война показват, че бойната устойчивост на кораба зависи не само от неговите възможности да се държи на вода, колкото от способността му да води огън. Гибелта на „Бисмарк“ демонстрира, че линкорът може да се лиши от своята артилерия и шансовете за победа даже без пробиването на броневия пояс. Ефективността на артилерийския огън зависи от цялоста на „нежните“ РЛС и приборите по надстройките, защитаването на които с дебела броня физически е невъзможно. За това редица специалисти считат, че при поддържането на далечна дистанция на боя „Айова“, в бой с „Ямато“, имат нелоши шансове за победа.
По въоръжение и защита „Айовите“ с малко се отличават от типа „Саут Дакота“, и основния аргумент на критиците им се явява това, че 10-хилядитонната добавка във водоизместимостта отива само за 6-възловата добавка към скоростта, което изглежда явно нерационално. Но фактически бронирането на „Айовите“ се намира „на нивото“ на другите „вашингтонски“ линкори и изглежда никак не по-зле спрямо заслужилия висока оценка „Бисмарк“, а по въоръжение и скорост на хода американския линкор се намира сред явните лидери. Разбираемо е, че всичко това е получено благодарение на по-голямата водоизместимост. Добре проектираният 45-хилядитонен линкор ще бъде очевидно по-добър от 35-хилядния. Фактически да построят линкори без оглед на ограниченията на Вашингтонския договор успяват само японците (двата линкора на типа „Ямато“) и САЩ. В определен смисъл към линкорите, построени извън договорните ограничения, се отнася и британския „Вангард“, обаче той е създаден в опит колкото се може по-бързо да се направи линкор и страда от заложени в проекта компромиси. За това закономерно е, че „Айова“ има преимущества по сравнение с линкорите с по-малка водоизместимост и, заслужава висока оценка според комплекса от своите характеристики, като по право може да се нарича за един от най-добрите линкори на Втората световна война.
При това в реалността на историята американските линкори рядко им се случва да участват в артилерийски дуели с линкори на противника. Сраженията в Тихия океан показват, че значението на линкорите клони към нула и в главната роля е за палубната авиация. Благодарение на добрата си защитеност и мощното зенитно въоръжение линкорите най-често се използват като основа на ордера за ПВО на авионосните съединения. „Вашингтон“ и „Саут Дакота“ обладават един съществен недостатък – с техния 27-възлов ход те лошо се вписват в бързоходното авионосно съединение, изоставайки от самолетоносачите и крайцерите, способни да развиват скорост от 33 възела. За разлика от тях бързоходните „Айови“ идеално подхождат за ролята на съпровождащи самолетоносачите линкори.
Независимо от високата оценка, ценността на „Айовите“ към момента на влизането им в строй вече не е голяма. Основната ударна сила в Тихия океан стават самолетоносачите, вероятността от генерално сражение между линейни сили е изчезващо малка, и затова закономерно е, че японските гиганти „Ямато“ и „Мусаши“ са потопени от американската палубна авиация още преди да стават известни техните реални характеристики. Разбираемо е, че след войната, особено отчитайки бързият прогрес на реактивната авиация, линкорите без особено съжаление са извадени в резерв.
През 1980-те години отново възниква идеята за възраждане на линкора като средство за водене на огън по брега. Смята се, че във войната за Фолкландските острови на британците много им липсва кораб с голямокалибрена артилерия. Американците отново въвеждат в строй своите четири линкора, считайки, по думите на американския секретар на флота Джон Леман, че „това е най-бързият и евтин начин да се увеличи настъпателната мощ на американския флот“ и че „разконсервирайки линкор, ние получаване мощен кораб на цената на фрегата“. Въпреки това, практиката показва, че американците грешат. Стойността на модернизацията надминава плановата, при това експлоатационните разходи се оказват прекомерни. Екипажът на линкора, поради ниското, в сравнение със съвременните кораби, ниво на автоматизация на процесите е осем пъти повече, отколкото на ракетна фрегата от типа „Оливър Х.Пери“. С оглед високото равнище на заплатите на американските моряци издръжката на такъв екипаж струва немалко на хазната. Своята роля изиграват и лакомите износени механизми. Не е удивително, че линкорите достатъчно бързо са извадени от експлоатация, без да прослужат планираните 15 години, а „Уисконсин“, например, и служи след разконсервацията едва 3 години.

## Коментари
1. ↑  Към момента на влизане в строй.
2. ↑  При високите скорости голяма част от общото съпротивление започва да заема вълновото съпротивление. Вълновото съпротивление зависи от числото на Фруд, и при увеличаване на дължината на корпуса, при същата скорост, то намалява. За това при увеличаване на дължината на корпуса, в общия случай, пада общото съпротивление, а съответно и мощността на силовата установка за достигането на скорост от 33 възела.
3. ↑  Заедно със затвора.
4. ↑  За отстраняването на проблема с „приятелския огън“ са снабдени с ликвидатор, който сработва на далечина 3700 – 4500 м.
5. ↑  Независимо от дословния превод „Военноморски син“, цветът се явява сив, а син е само неговият оттенък.
6. ↑  Независимо от дословния превод „син за палуби“, цветът се явява сив, а син е само неговият оттенък.
7. ↑  Разработван е и противокорабен вариант на тези ракети, но той не се експлоатира.
8. ↑  Разминаване при източниците. Според данни на британците, „Вангард“ е на тях през септември.
9. ↑  Всички данни са проектни.
10. ↑  Само на главния. Останалите линкори от този тип имат 10×2 – 127-мм/38 оръдия.
11. ↑  В хода на бойните действия на всички линкори е значително усилена.
12. ↑  406-мм снаряд на „Масачузетс“, на 8 ноември 1942 г., при стрелба по недостроения френски линкор „Жан Барт“ пробива 150-мм бронева палуба и намиращата се под нея 40-мм противоосколъчна, детонира в погреб за 152-мм снаряди. За щастие на французите, погребът е празен.
13. ↑  Балакин поради някаква причина не споменава „Ришельо“. Според данните от неговите изпитания, през 1940 г., френския линкор развива 32 възела, повече, отколкото официално, документално е подтвърдено фиксирано за „Айова“.
14. ↑  Японците въвеждат в строй само два линкора от типа „Ямато“, американците в отговор построяват 10 линкора с 406-мм оръдия, така че на един японски линкор в бой се пада няколко американски. При това, както и в реалността, по-вероятно е поражението за японския линкор от далечна дистанция от палубната авиация. Американските линкори в най-добрия случай могат да се използват за довършването на повредения кораб.
15. ↑  Влиза в строй на 22 октомври 1988 г. На 30 септември 1991 г. обратно е изваден в резерв.